# Bad Kleinkirchheim

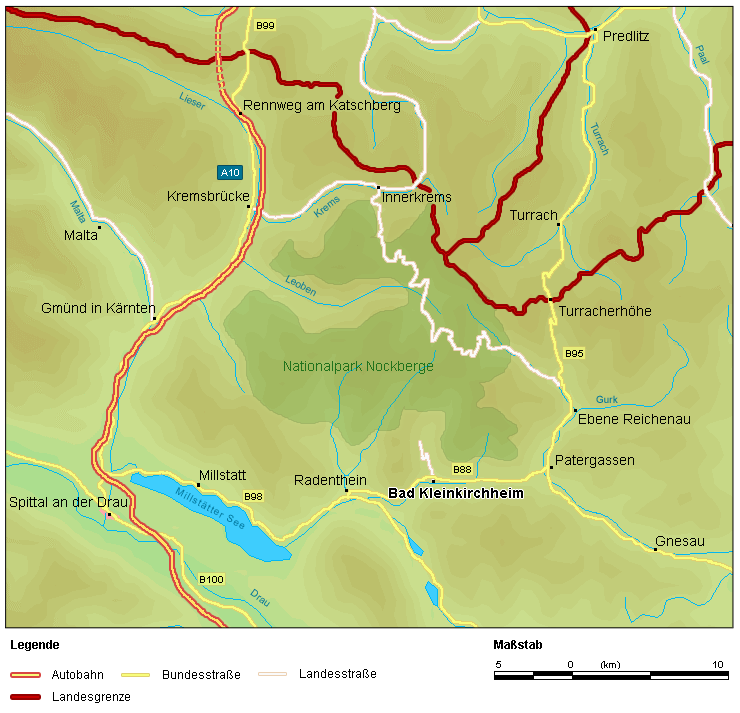
Die Region um Bad Kleinkirchheim

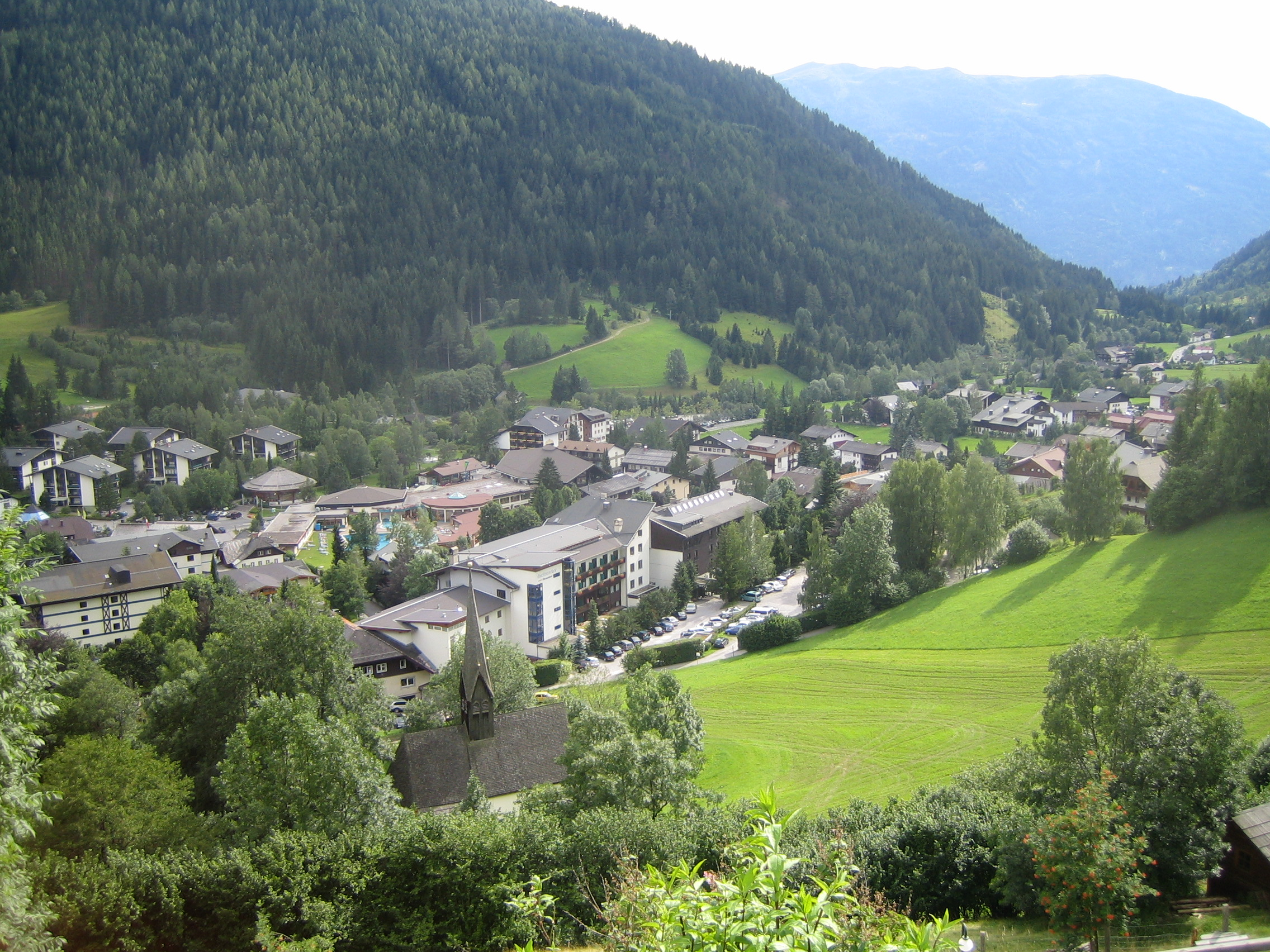
Kleinkirchheim

Bad Kleinkirchheim ist eine Gemeinde mit 1657 Einwohnern (Stand 1. Jänner 2025) im Bezirk Spittal an der Drau im österreichischen Bundesland Kärnten. Der heute als Heilbad und Luftkurort ebenso wie als Skigebiet bekannte Ort in einem Tal der Gurktaler Alpen war zur Mitte des 20. Jahrhunderts noch vorwiegend bäuerlich geprägt. Obwohl der Sage nach der erste Kurgast bereits im 11. Jahrhundert Bad Kleinkirchheim als Erholungsgebiet zu schätzen wusste und im 17. Jahrhundert die ersten Badegäste den Ort besuchten, setzte erst vor wenigen Jahrzehnten ein einschneidender struktureller Wandel weg vom landwirtschaftlich und hin zum touristisch geprägten Bad Kleinkirchheim ein. Heute gehört die Gemeinde sowohl in der Sommer- als auch in der Wintersaison zu den zwanzig meistbesuchten Fremdenverkehrsorten Österreichs.

## Geographie
Bad Kleinkirchheim liegt in durchschnittlich 1087 m Seehöhe in einer etwa fünf Kilometer langen, in west-östlicher Richtung verlaufenden Talfurche der Gurktaler Alpen zwischen Millstätter See und Oberem Gurktal. Das besiedelte Gebiet liegt zwischen 980 und 1.380 Metern Seehöhe, höchster Punkt der Gemeinde ist der Gipfel des Klomnocks (2331 m). Nördlich der Ortschaften Kleinkirchheim und St. Oswald gehört ein Teil des Gemeindegebiets zum Biosphärenpark Salzburger Lungau und Kärntner Nockberge.
An den Flanken nördlich und südlich des Tals steigen die Berge vergleichsweise steil auf eine Höhe von etwa 2.000 Metern an, so dass sich die einzige Verkehrsanbindung Bad Kleinkirchheims zu seinen Nachbargemeinden auf die Kleinkirchheimer Straße (B 88) beschränkt, die die Gemeinde mit Radenthein im Westen und Reichenau im Osten verbindet. Außerdem grenzt Bad Kleinkirchheim an Krems im Nordwesten und Feld am See im Südwesten.
- Nutzung: 35 % der rund 7.400 ha Gemeindefläche sind alpines Grünland, 28 % Wald, rund 9,6 % Wiesen und Ackerland sowie 1,3 % Weiden; nur 0,1 % nehmen die kleinen Bäche und Moorflächen ein. Knapp 26 % sind als „sonstige Kleinflächen und Wege“ ausgewiesen, wozu insbesondere Siedlungsflächen zählen.[1]

- Berge: Südlich des Bad Kleinkirchheimer Tals befinden sich die Kaiserburg (2055 m) und dahinter der Wöllaner Nock (2145 m), daran schließen sich der langgezogene Strohsack (1904 m) und der Klomnock (1845 m) an. Auf der gegenüberliegenden Seite umschließen mehrere Gipfel das Seitental nördlich der Ortschaft Kleinkirchheim, von Westen nach Osten sind das Priedröf (1963 m), Wiesernock (1969 m), Scharte (1800 m), Spitzegg (1919 m), Brunnachhöhe (1976 m) und der Mallnock (2215 m), der den nördlichen Abschluss der Bergkette oberhalb von St. Oswald bildet. Die Bergkette schließt sich im Osten über den Klomnock (2331 m), Steinnock (2144 m), Falkert (2308 m), Moschelitzen (2305 m) und schließlich dem nach Süden vorstehenden Totelitzen (1990 m).

- Gewässer: Am Südhang des Moschelitzen entspringt der Twengbach, der Rottenstein durchfließt, sich dann nach Westen wendet, den Zirkitzenbach und unterhalb der Kaiserburg den Ottingerbach aufnimmt sowie im weiteren Verlauf Kleinkirchheim durchquert und nach dem Zufluss von Kmölningbach und St. Ostwalder Bach in Richtung Radenthein das Tal verlässt, wo er sich mit dem Kaninger Bach vereinigt und als Riegerbach den Millstätter See speist.

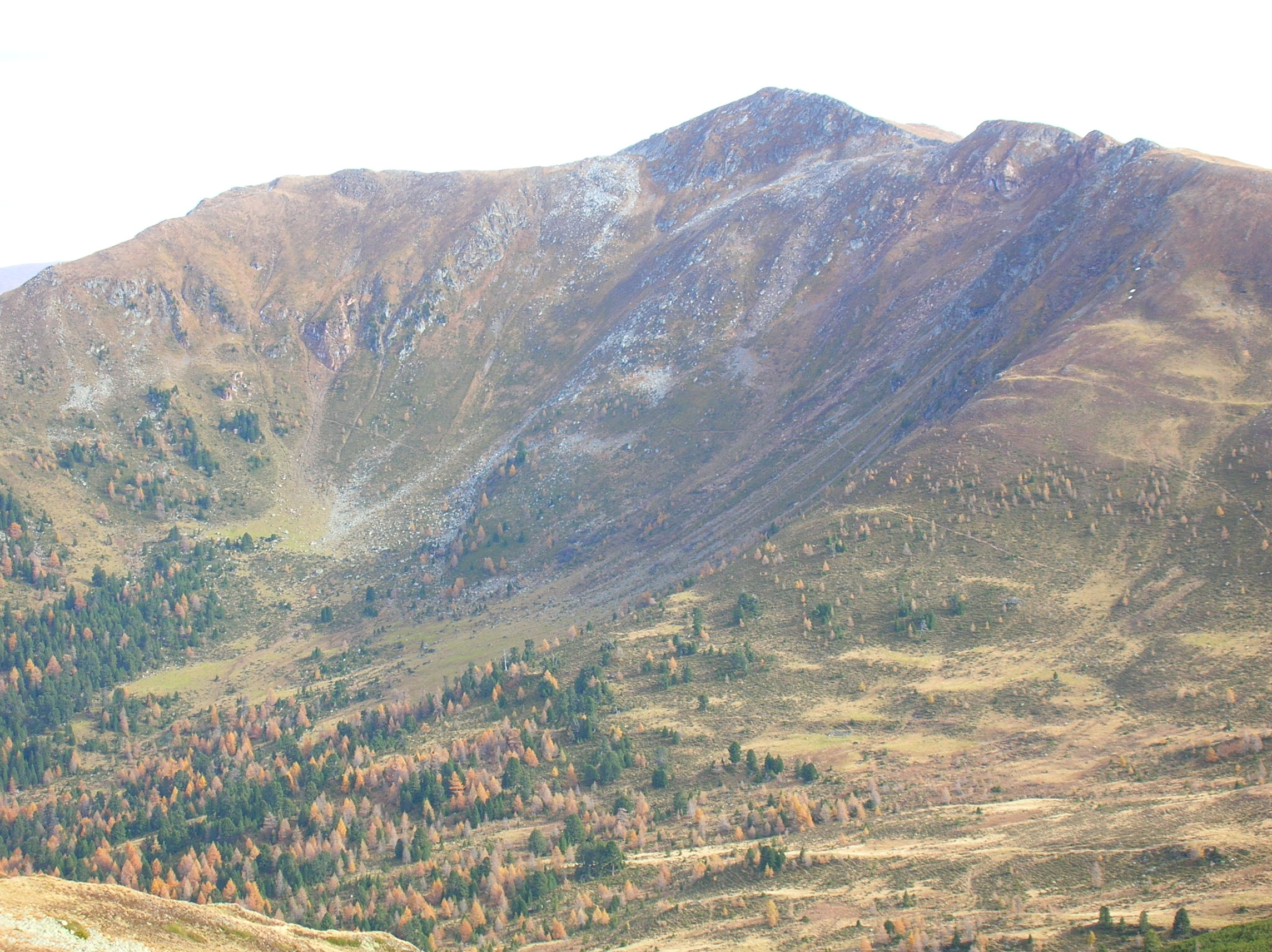
Klomnock

- Geologie: Das Kleinkirchheimer Tal ist ein typisches Trogtal, das seine heutige Form durch einen Gletscher der letzten Eiszeitphase, der Würmeiszeit, erhielt. Es ist Teil der westlichen Gurktaler Alpen, die hier Nockberge genannt werden. Die unterste Scholle der Gesteine bilden graue Tonschiefer, die im Paläozoikum gebildet wurden. Daneben gibt es auch grüne Schiefer, die äußerlich Chloritschiefern gleichen und teilweise Feldspat führen. Die oberen Zonen bestehen aus Phylliten der Gurktaler Decke, ein dünnschiefriges, metamorphisches und ebenfalls paläozoisches Gestein. Darin eingeschlossen befindet sich ein Streifen mit Trias-Kalken, der sich von der Stangalpe (unterhalb der Turracher Höhe) bis nach Aigen bei Kleinkirchheim hinzieht. Dieser Kalkstreifen kommt im Gemeindegebiet stellenweise an der Oberfläche zum Vorschein, so zum Beispiel offen an der Kaiserburg sowie als Fortsetzung in Form weißer dolomitischer Kalke am Südhang des Wöllanernocks. Der Kalk wurde in früheren Jahrhunderten auch abgebaut und gebrannt.

## Gemeindegliederung
Bad Kleinkirchheim gliedert sich in die drei Katastralgemeinden Kleinkirchheim, St. Oswald und Zirkitzen, die folgende neun Ortschaften umfassen (in Klammern Einwohnerzahl Stand 1. Jänner 2025):
| KG Kleinkirchheim    | KG Sankt Oswald  | KG Zirkitzen     |
| -------------------- | ---------------- | ---------------- |
| Aigen (41)           | St. Oswald (151) | Rottenstein (66) |
| Bach (267)           | Staudach (160)   | Zirkitzen (333)  |
| Kleinkirchheim (372) |                  |                  |
| Obertschern (131)    |                  |                  |
| Untertschern (136)   |                  |                  |

## Geschichte

### Die Besiedlung des Kirchheimer Tals

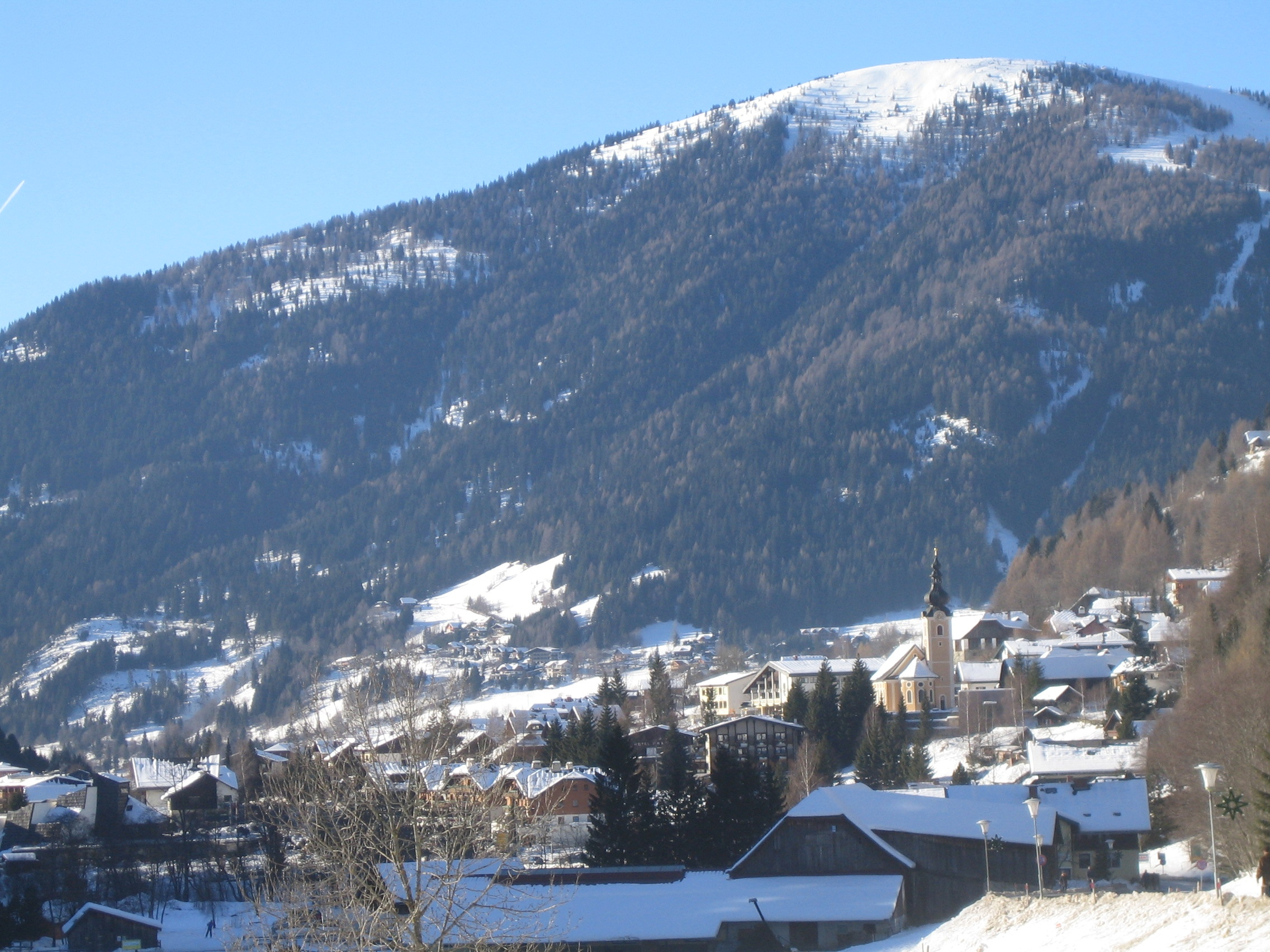
An der Lage der Pfarrkirche St. Ulrich (rechts) kann man erkennen, dass Kleinkirchheim oberhalb des Talbodens entstand.

Aus der vorrömischen Zeit finden sich in der Region um Kleinkirchheim keine Siedlungsspuren, und auch für die Römer, die ab 15 v. Chr. Kärnten beherrschten, lag das abgelegene, dicht bewaldete Tal wohl zu weit ab von deren Verkehrswegen. Mit dem Ende der Völkerwanderung brach das römische Reich zusammen und Slawen drangen, von Osten über das Drautal kommend, nach Kärnten ein und ließen sich dort nieder. Nach und nach siedelten sie sich auch in den Seitentälern an. Ab Mitte des 8. Jahrhunderts kamen auch erste baierische und fränkische Siedler in das Land.

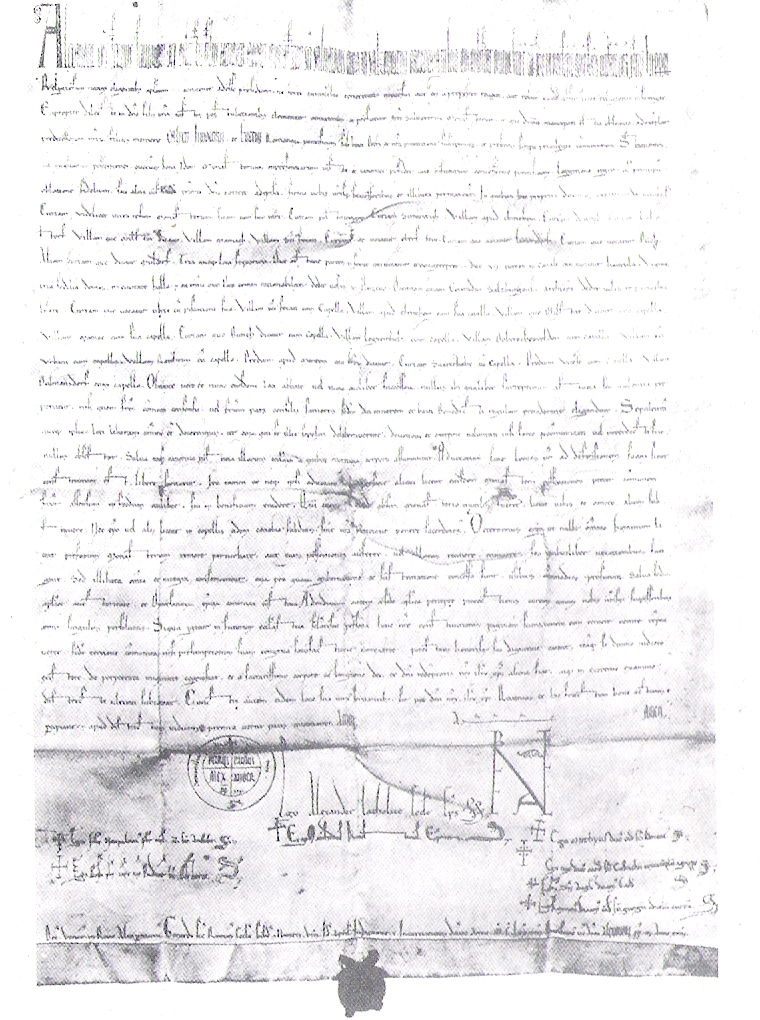
Urkunde von 1177

Nachdem sich in der ersten Hälfte des 9. Jahrhunderts die fränkische Herrschaft endgültig durchgesetzt hatte, wurden wohl auch im Kirchheimer Tal die ersten bairischen Siedler ansässig. Wann genau die erste „Capella“ im Ort „Chirchem“ entstand, ist nicht belegt. Am 5. Juli 1166 wurde ein Pfarrer namens Pabo in einer Urkunde erwähnt, in der der Salzburger Erzbischof Konrad II. die Schenkung der Kapelle St. Ruprecht an das Kloster Millstatt bestätigt – dieses Schriftstück gilt als erste urkundliche Erwähnung von Kirchheim. Eine weitere Urkunde des Papstes Alexander III. vom 6. April 1177 nennt einen Ort gleichen Namens; diese in Rialto zu Venedig ausgestellte Urkunde ist noch erhalten und befindet sich im Staatsarchiv Wien. Es wird aber angenommen, dass der erste Kirchenbau weitaus früher, noch vor der Jahrtausendwende zu Ehren des Heiligen Ulrich, des Bischofs von Augsburg, errichtet wurde. Den heutigen Namen Kleinkirchheim erhielt der Ort erst im 16. Jahrhundert, um ihn vom gleichnamigen Bergbauort im Mölltal, dem heutigen Großkirchheim, leichter unterscheiden zu können.
Den ersten baierischen Einwanderern folgten bald slawische Siedler: Der Ortsname des heutigen Zirkitzen deutet darauf hin, dass sie sich östlich der ersten Siedlung niederließen, denn in ihrer Sprache bedeutet „Circica“ dasselbe wie Kirchheim. Doppelnamen wie in diesem Fall, die in Kärnten mehrfach vorkommen, zeigen auf, dass sich Baiern und Slawen im Frühmittelalter in dieser Region offenbar friedlich nebeneinander ansiedelten.
Seit 976 war das Herzogtum Kärnten ein von Bayern unabhängiges Gebiet, allerdings behielten baierische Grundherren weiterhin die Oberhand über ihre Besitzungen. So verfügten auch die Aribonen, die seit 977 eine erbliche Pfalzgrafenwürde gegenüber den Herzögen von Kärnten besaßen, auch in Kärnten über große Besitztümer. Sie gelten als erste nachweisbare Herren über das Kleinkirchheimer Tal. Der Pfalzgraf Poto Graf von Pottenstein aus diesem bajuwarischen Geschlecht soll im 11. Jahrhundert, nachdem er im Kampf verwundet worden war, als Erster die heilende Wirkung der Quelle in Bad Kleinkirchheim erfahren haben. Der Legende nach vermachte er zum Dank die Heilquelle dem von ihm um das Jahr 1070 gegründeten Stift Millstatt. Unabhängig davon gehörte Kleinkirchheim spätestens ab der oben genannten urkundlichen Bestätigung 1166 bis zur Aufhebung des Stifts im Jahr 1773 zur Millstätter Herrschaft.

### Erschließung des St. Oswalder Hochtals
Hauptartikel: St. Oswald

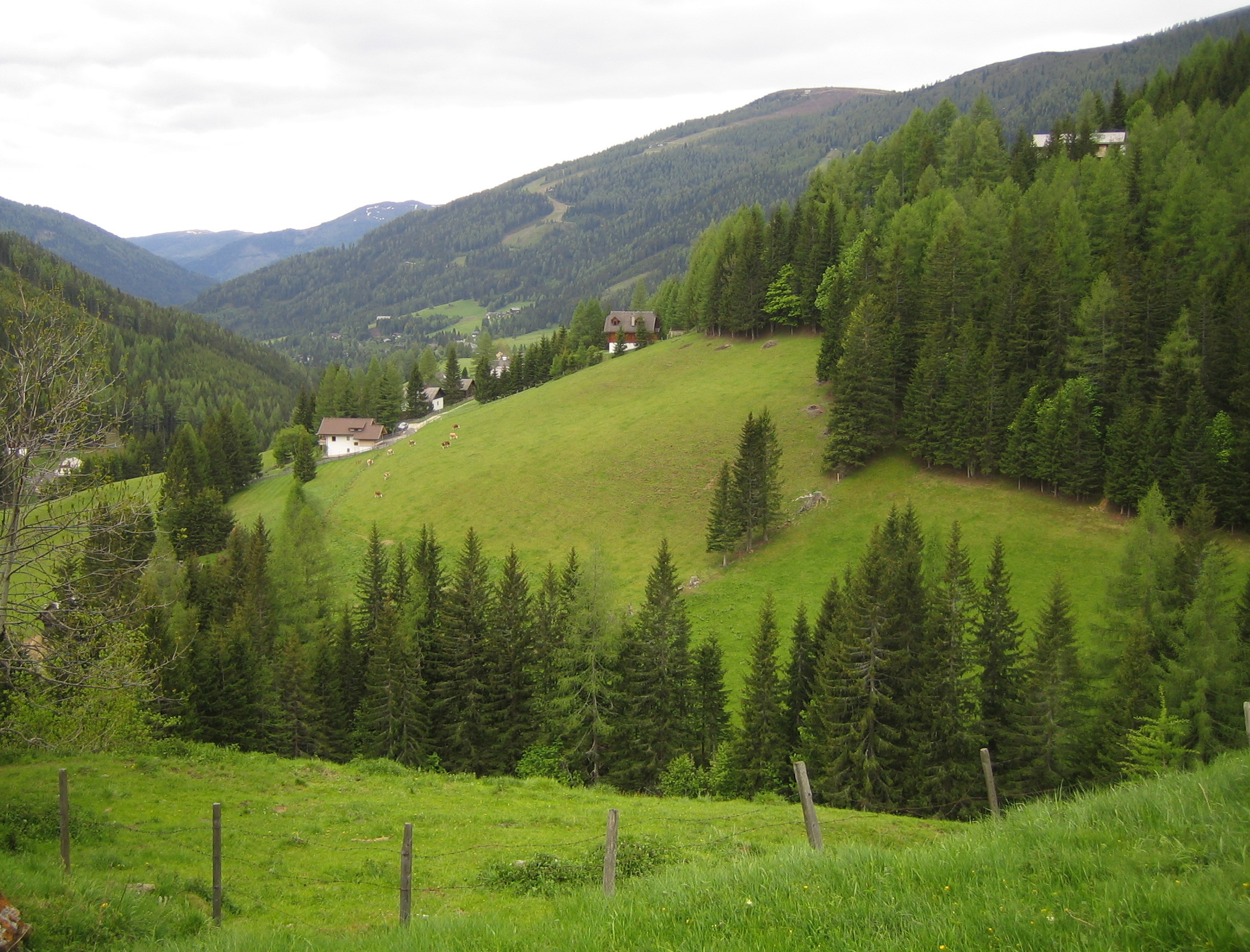
Das St. Oswalder Hochtal

Das noch dicht bewaldete und wohl auch unbewohnte St. Oswalder Hochtal gehörte zu dieser Zeit noch nicht den Aribonen. Erst im Jahr 1197 kam der Wald „apud Chirchem“ durch einen Tausch in den Besitz des Millstätter Klosters, was in einer päpstlichen Urkunde von 1207 bestätigt wurde. Die Benediktinermönche ließen in der Folgezeit das neu erworbene Tal roden und schufen Wiesen und Äcker, so dass auch hier Bauern sesshaft wurden. In der neuen Ansiedlung ließ der Mönchskonvent eine Kirche bauen, die dem heiligen Oswald geweiht und erstmals am 8. Juni 1228 urkundlich erwähnt wurde.

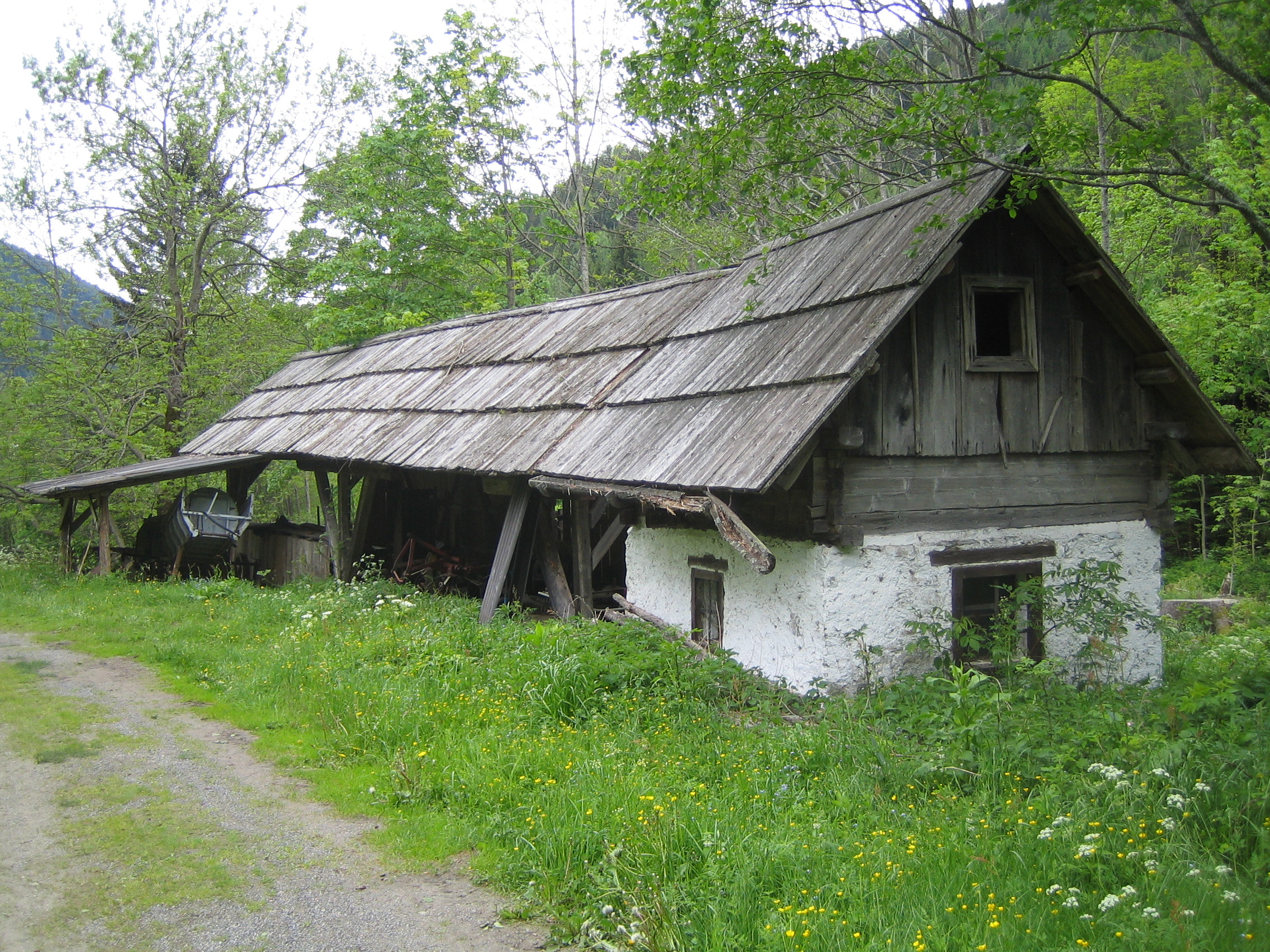
Keusche bei Obertschern

Die Rodungstätigkeit wurde auch nach Osten hin fortgesetzt, der geschlossene Millstätter Besitz reichte bis in die heutigen Gemeindegebiete von Reichenau und Gnesau hinein, erst nach 1500 sind keine neuen Huben mehr entstanden. Das älteste erhaltene Millstätter Urbar von 1470 enthält auch eine Aufstellung von 73 Besitzungen im Amt Kirchheim. Davon befanden sich in Kirchheim 26 Huben und 28 Schwaigen, in St. Oswald eine Hube und 21 Schwaigen. Aufgrund der Höhenlage hielt man in der St. Oswalder Siedlung vornehmlich Vieh, weshalb die Höfe zu dieser Zeit überwiegend als Schwaigen eingestuft wurden, welche einen geringeren Zehnt zu leisten hatten. Der Urbar von 1470 weist auch eine „Taferne“ (Gastwirtschaft) aus, die beim heutigen Landhaus Unterwirt stand.

### Kleinkirchheim im Spätmittelalter
Kaiser Friedrich III. bewirkte bei Papst Paul II. 1469 die Gründung eines Ritterordens zu Ehren des heiligen Georg. Als Sitz des St. Georgsordens wurde Millstatt bestimmt, das dortige Benediktinerstift wurde aufgelöst und seine Besitzungen einschließlich Kleinkirchheim dem neuen Orden übertragen. Seine Aufgabe in den ersten Jahren des Bestehens war, Kärnten vor der Türkengefahr zu beschützen, denn zur Zeit der Gründung des Ordens rückte eine Gefahr für deren Herrschaftsbereich immer näher: Die Türken, die 1453 Konstantinopel erobert hatten, waren anschließend über den Balkan gezogen und hatten im Jahr 1469 bereits die Region Krain erreicht.

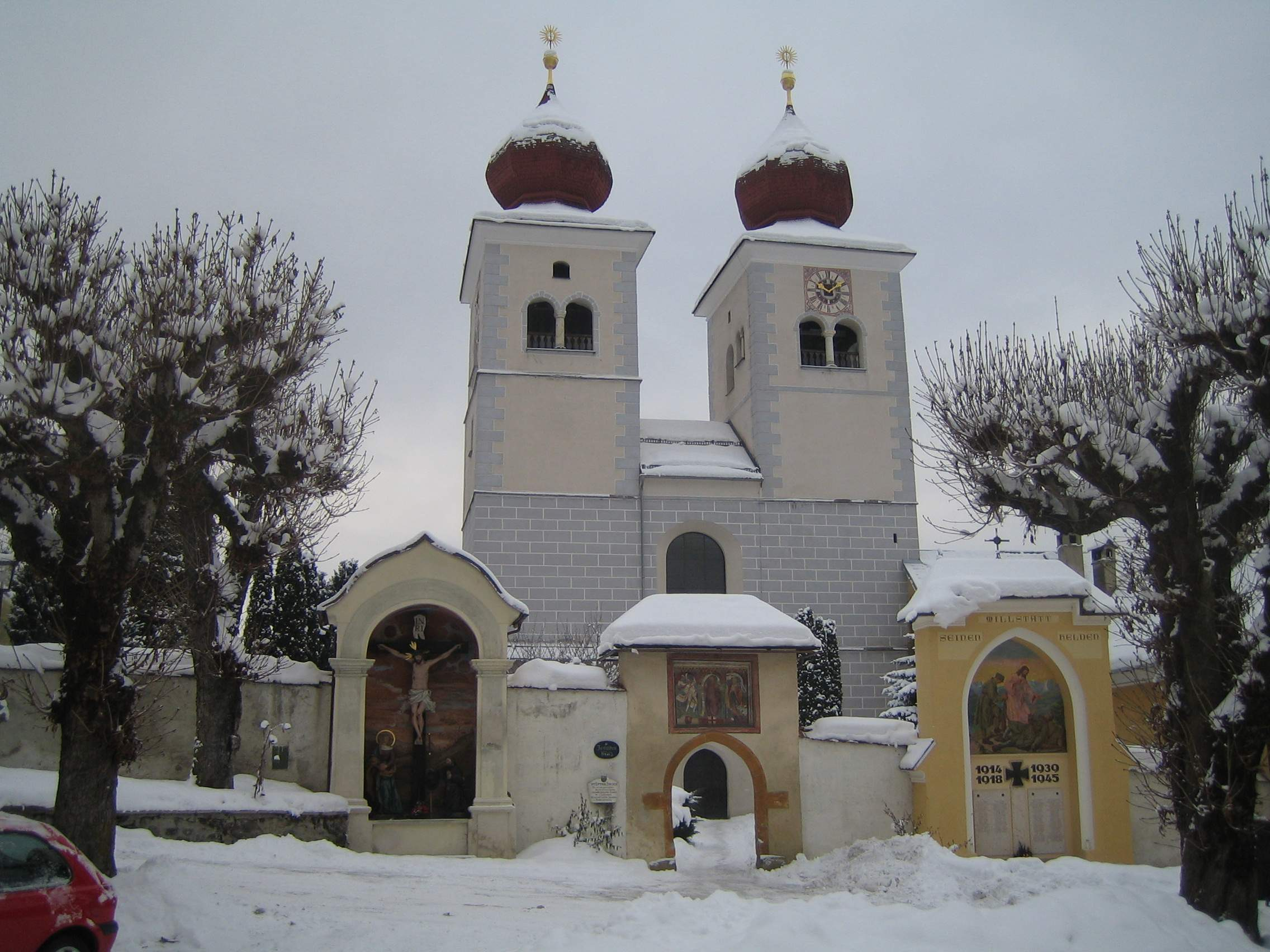
Das Stift Millstatt war seit 1070 Sitz der Benediktiner, ab 1469 des St. Georgsordens und ab 1598 der Jesuiten. Sie bestimmten bis 1773 über Kleinkirchheim.

Da man davon in Kärnten bereits einige Wochen zuvor erfahren hatte, begann man nun einerseits die Pässe im Süden des Landes abzuriegeln und andererseits die Burgen, Klöster und Kirchen abzusichern. Im Land wurde eine Leibessteuer erhoben, um Mittel für die Verteidigung zu gewinnen. In Millstatt bauten die St. Georgsritter neben dem alten, „öd fällig Gepäu“ des Klosters eine wehrhafte Ordensburg.
Ende September 1473 fielen die Türken erstmals in Kärnten ein und zogen raubend und brandschatzend durch die Täler; von diesem Einfall sowie von einem zweiten Raubzug drei Jahre später blieb das Kleinkirchheimer Tal noch verschont. Die Bevölkerung des Landes musste ohnmächtig mit ansehen, wie ihre Herrscher vor den Türken flohen und sich hinter den ausgebauten Gemäuern verzogen, während ganze Täler in Schutt und Asche gelegt wurden. Als Konsequenz daraus schlossen sich auch einige Kirchheimer Bauern dem 1478 von Peter Wunderlich in Spittal gegründeten Bauernbund an, der sich gegen die Türkensteuer richtete, aber auch zum Kampf gegen die Eindringlinge rüstete.
In Kleinkirchheim versuchten die Bauern, sich auf eigene Faust gegen die Bedrohung zu organisieren, da sie sich nicht auf die St. Georgsritter verlassen wollten. In Zirkitzen gibt es in einer Felswand eine große Höhle, deren Vorderfront die Einwohner mit Felsen vermauerten. Gerade noch rechtzeitig wurde diese „Wihrwand“ – von der heute noch Reste zu sehen sind – fertig gestellt, denn am 25. Juni 1478 überfielen die Türken, diesmal von Friaul kommend, das Land. Der Bauernbund konnte nur 600 Mann stellen und wurde überwältigt, die Millstätter Ordensritter verschanzten sich, wie man befürchtet hatte, in ihrer Burg. Nachdem die Türken Radenthein in Brand gesteckt hatten, zogen sie ins Kirchheimer Tal. Als die ersten Häuser in Zirkitzen in Brand gesteckt wurden, versuchten sich die Bauern mit Pfeilen und Steinen zu wehren. Sie konnten zwar ihre Stellung gegen die Angreifer verteidigen, aber das Abfackeln weiterer Gehöfte nicht verhindern. Von weiteren Angriffen der Türken blieb das Tal verschont, doch schon 1480 fielen die Ungarn in Kärnten ein und kamen auch bis nach Kleinkirchheim. Im Jahr 1490, nach dem Tod von Matthias Corvinus, endete die ungarische Besatzungszeit.

### Reformation und Gegenreformation
Nachdem die St. Georgsritter bereits in ihrer Aufgabe, ihr Land gegen die Türken zu verteidigen, versagt hatten, war deren Führung auch in den darauf folgenden Jahrzehnten von Unordnung und Willkür geprägt. Trotz eingesetzter kaiserlicher Verwalter nahm die Misswirtschaft in der Herrschaft Millstatt zu und mit ihr die Disziplin der Untertanen ab. Der Orden stand während des 16. Jahrhunderts vor der Auflösung. So stießen die Gedanken der Reformation bei der Bevölkerung, die zudem infolge der Steuern, Überfälle und Besatzung verarmt war, auf fruchtbaren Boden. Begünstigend kam hinzu, dass auch der Kärntner Adel in seinem Bestreben nach mehr Unabhängigkeit vom Landesherzog, der den streng katholischen Habsburgern angehörte, die Glaubenserneuerung unterstützte. Gegen Ende des 16. Jahrhunderts waren die meisten Bauern in Kleinkirchheim lutherischen Glaubens, nachdem ihnen seitens des Herzogs Religionsfreiheit zugesichert worden war.
Die religiösen Verhältnisse änderten sich allerdings 1595 von Grund auf, nachdem Ferdinand II. die Herrschaft angetreten hatte. Er übergab die Besitzungen des Millstätter Ordens 1598 den Jesuiten, denen er selbst angehörte. Diese erklärten Millstatt zur Residenz, die von einem Superior geleitet wurde. Da sie den kaiserlichen Auftrag hatten, die neu gegründete Universität Graz finanziell zu unterstützen, und die Finanzen durch die Misswirtschaft der Georgsritter am Boden lagen, erlegten sie den Bauern hohe Abgaben auf.

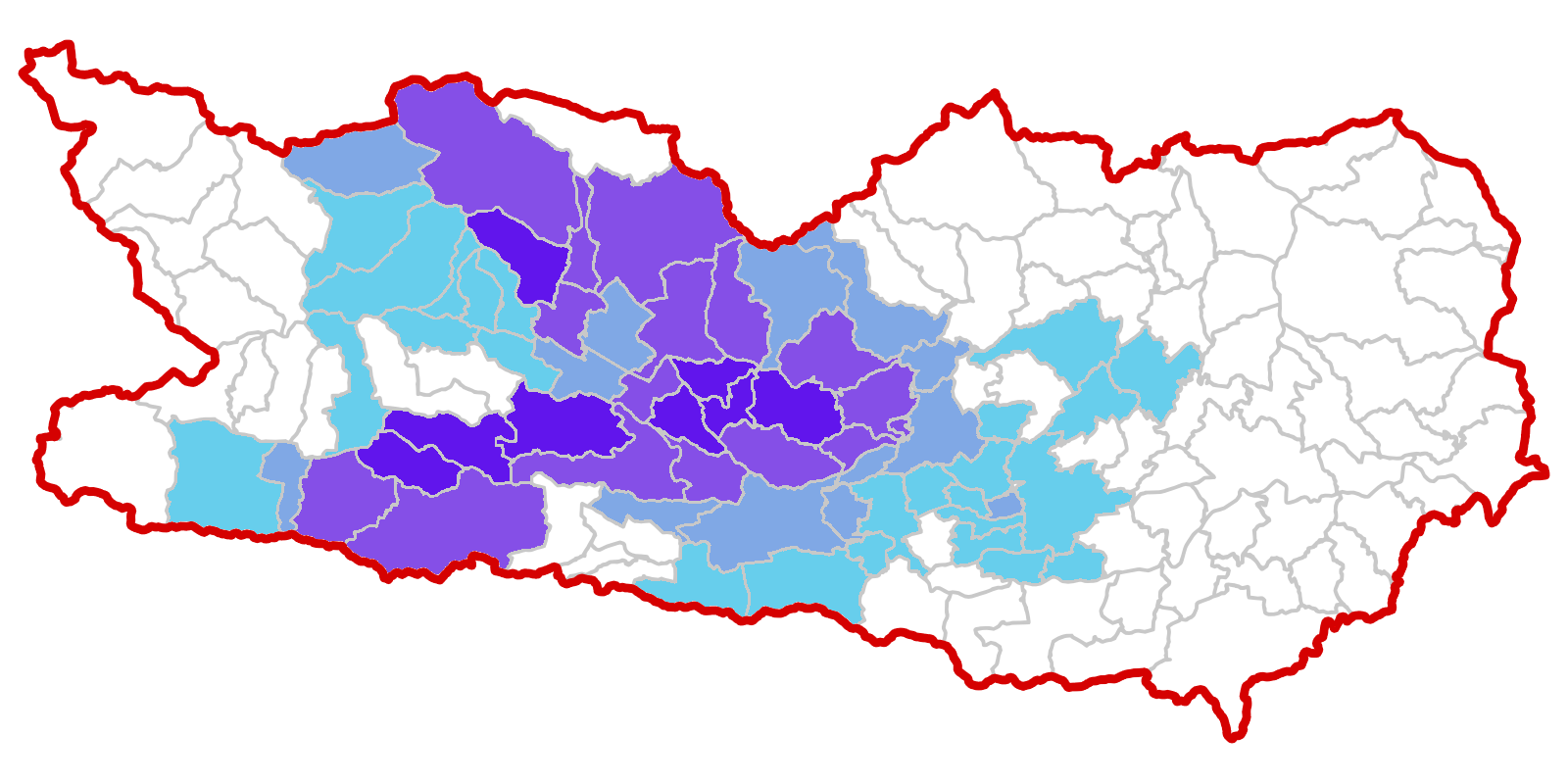
Trotz der Gegenreformation blieb der Anteil der Protestanten in Mittel- und Oberkärnten bis heute vergleichsweise hoch

Gleichzeitig setzte die Gegenreformation der katholischen Kirche ein, die Bevölkerung – rund 1500 Untertanen zwischen dem Liesertal und Turrach wurden im Jahr 1600 vor eine Kommission nach Millstatt beordert – wurde vor die Wahl gestellt, entweder katholisch zu werden oder innerhalb von drei Monaten auszuwandern. Als ketzerisch bezeichnete Bücher wurden verbrannt, Predigerhäuser und Kirchen zerstört. Trotz dieser Härten erhielt sich der Glaube auch bei vielen derjenigen, die den katholischen Religionseid ablegten, um ihre Heimat nicht verlassen zu müssen. Protestantische Bücher wurden eingeschmuggelt und Geheimversammlungen abgehalten. Trotz aller Bemühungen der Obrigkeit, dies zu unterbinden, war der Geheimprotestantismus besonders in der Region zwischen Spittal und Gnesau, zu der auch Kleinkirchheim zählt, auch Mitte des 18. Jahrhunderts noch weit verbreitet. Ein Hofrat, der in kaiserlichem Auftrag das Land bereiste und studierte, wusste 1751 zu berichten: „Beinahe ganz Oberkärnten ist mit unkatholischem Volk untermischt.“ In der Folge gab es weitere Ausweisungen der „Sectierer“; dennoch blieb bis heute ein vergleichsweise hoher Anteil der Bevölkerung von Kleinkirchheim – wie in anderen ländlichen Gegenden Mittel- und Oberkärntens – dem protestantischen Glaubensbekenntnis treu.

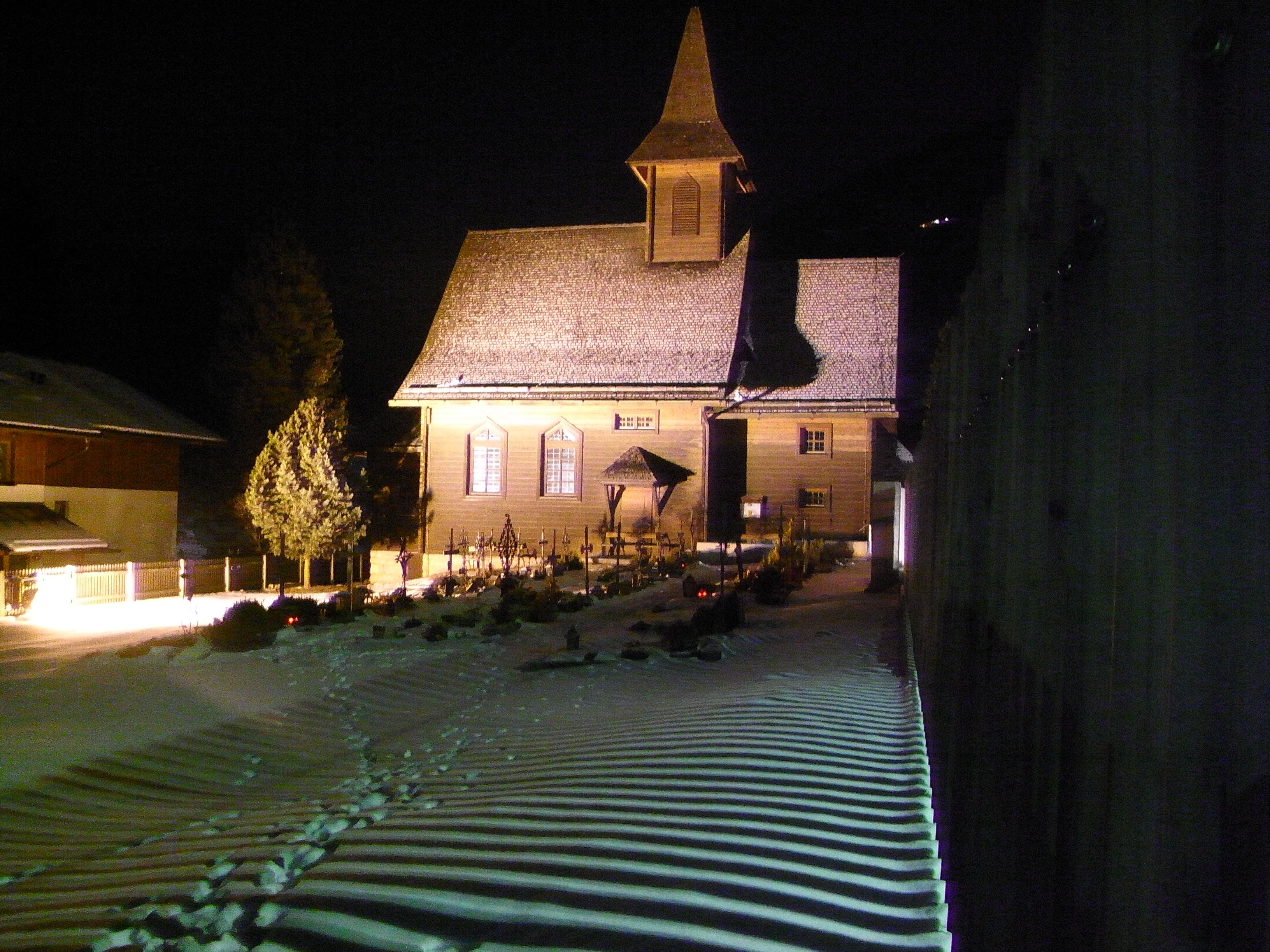
Nächtlicher Anblick der evangelischen Kirche

1773 wurde der Jesuitenorden per päpstlicher Bulle aufgehoben. Durch das Toleranzpatent Kaiser Josephs II. von 1781 erhielten die Protestanten und Juden in Österreich fast die volle Gleichberechtigung mit den Katholiken. Sie durften überall dort, wo 100 Familien oder 400 Personen ihres Glaubens beisammenwohnten, eine Kirchengemeinde bilden, Gotteshäuser und Schulen bauen und einen Friedhof errichten. Da Kleinkirchheim diese Voraussetzung nicht erfüllte – im Jahr 1820 wohnten in Kleinkirchheim 228 und in St. Oswald 55 Protestanten – schloss man sich zunächst der Gemeinde in Feld am See an, später wurde Wiedweg die für Kleinkirchheim zuständige Pfarre.
In diese Zeit fielen weitere Reformen: Die Leibeigenschaft wurde abgeschafft, mit dem Grundbuchpatent wurden die Grundstücke neu vermessen und besteuert, die Katastralgemeinden Kleinkirchheim, Zirkitzen und St. Oswald wurden gebildet und die Bauern erhielten freies Verfügungsrecht über ihren Besitz.

### Die Franzosenkriege
Ab Ende des 18. Jahrhunderts waren auch in Kärnten die Folgen der Französischen Revolution zu spüren: Die Koalitionskriege Napoléons erreichten Kärnten erstmals im März 1797 sowie erneut 1799 und 1805, nachdem die Österreicher von den Franzosen geschlagen worden waren. Die Kriege hatten vor allem wirtschaftliche Folgen: Inflation, Kriegssteuern und Abgaben an die Besatzer belasteten die Bauern. Im Frieden von Schönbrunn fiel unter anderem der westliche Teil Kärntens 1809 an Frankreich, die Grenze verlief nur wenige Kilometer östlich Kleinkirchheims bei Patergassen. Ein neues Königreich unter französischer Herrschaft, die Illyrischen Provinzen mit der Hauptstadt Laibach wurde gebildet, zu dem auch Kleinkirchheim zählte. Der Ort wurde der Hauptgemeinde Feldkirchen zugeordnet, erhielt aber eine eigene Mairie.
Nach den Befreiungskriegen 1813/14 setzte Kaiser Franz I. die Illyrischen Provinzen per Patent vom 23. Juli 1814 wieder in den Besitz des Österreichischen Kaiserreichs. Das alte Untertänigkeitsverhältnis, wie es vor 1809 bestand, wurde aber für Oberkärnten nicht wieder aufgerichtet. Damit hatte die persönliche Befreiung von der Grundherrschaft, insbesondere der Erlass von allen Robotdiensten, die die französische Besatzung mit sich gebracht hatte, weiterhin Bestand, auch wenn dies für die Bauern noch nicht das Ende der materiellen Abhängigkeit von den Gutsherren bedeutete.

### Märzrevolution und Gemeindegründung
Die Wiener Märzrevolution von 1848 hatte liberale und demokratische Veränderungen zur Folge, auch die Bauern erhielten nun durch Aufhebung aller Leistungen und Abgaben gegenüber ihren Grundherren die vollständige persönliche und staatsbürgerliche Freiheit. Mit dem 4. März 1849 wurde Kärnten wieder selbständiges Kronland mit eigenem Landtag und Landesregierung in Klagenfurt. Am 17. März wurde vom neuen Wiener Reichstag ein provisorisches Gemeindegesetz erlassen, das die Gründung vieler Gemeinden im heutigen Österreich zur Folge hatte. Im Zuge dessen wurde 1850 die Gemeinde Kleinkirchheim gegründet, die sich bis heute in ihren Ausmaßen kaum verändert hat. Zum ersten Bürgermeister wurde Franz Ebner gewählt, der dieses Amt insgesamt 16 Jahre innehatte.
Mit der Regentschaft von Franz Joseph I., der im Dezember 1848 den Kaiserthron bestiegen hatte, änderte sich auch für Kleinkirchheim einiges: Bereits Anfang 1849 wurde die Religionsfreiheit bestätigt, die vorher so bezeichneten „Altkatholiken“ konnten sich nun Anhänger der „Evangelischen Konfession“ nennen. Im Juni wurde die Gendarmerie gegründet, einen örtlichen Posten gab es aber erst ab 1894. Ein eigenes Postamt erhielt Kleinkirchheim 1885, bis dahin war das 20 Kilometer entfernte Millstatt das nächstgelegene Postamt. Im selben Jahr entstand im Ort eine Freiwillige Feuerwehr. Am 15. August 1897 wurde der Spar- und Darlehnskassen-Verein gegründet, aus dem 1944 die Raiffeisenkasse hervorging.

### Entwicklung zum Kur- und Urlaubsort

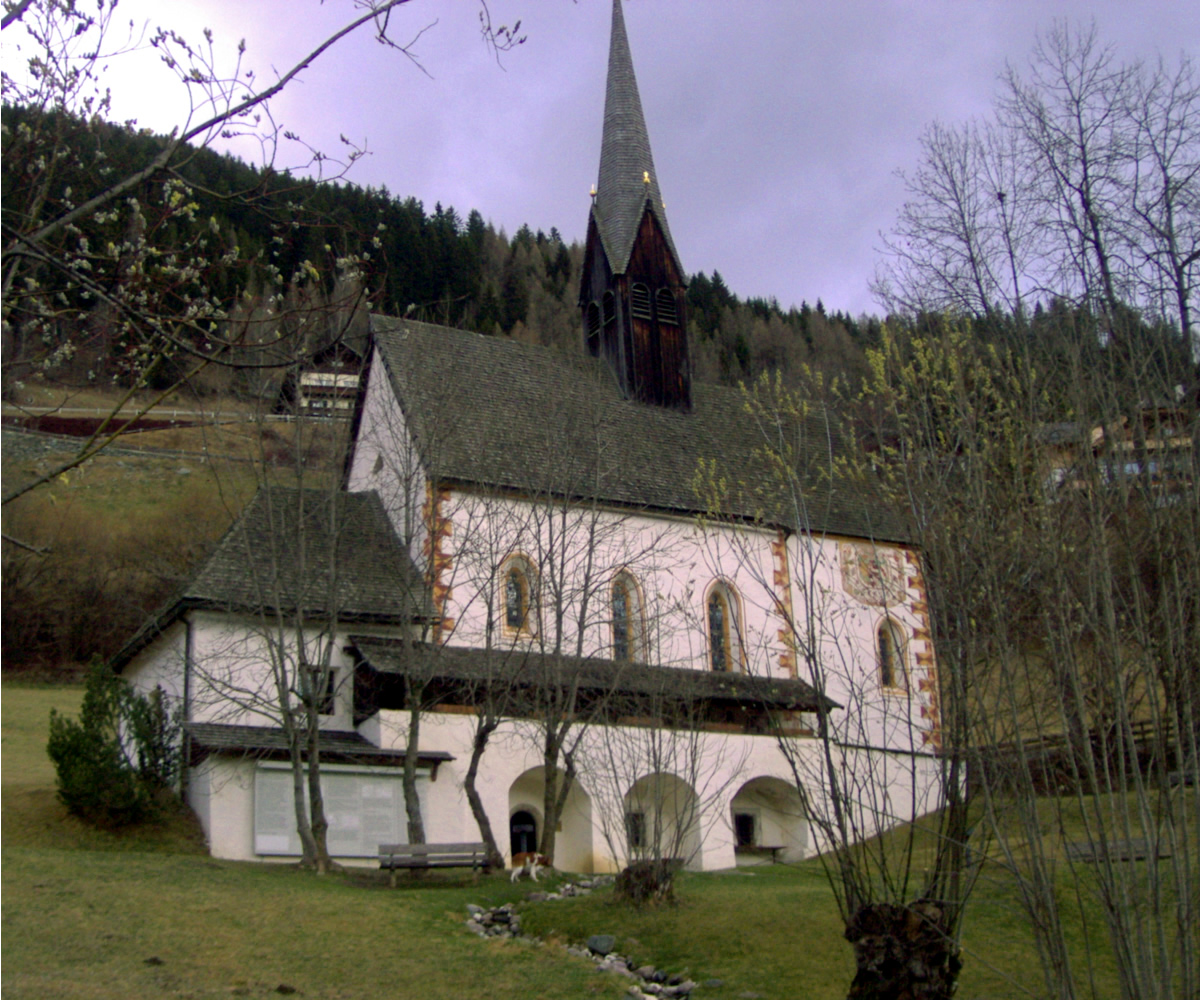
Kapelle St. Kathrein. Im Vordergrund ist der kleine Bach zu erkennen, der der Quellfassung in der Krypta entspringt.

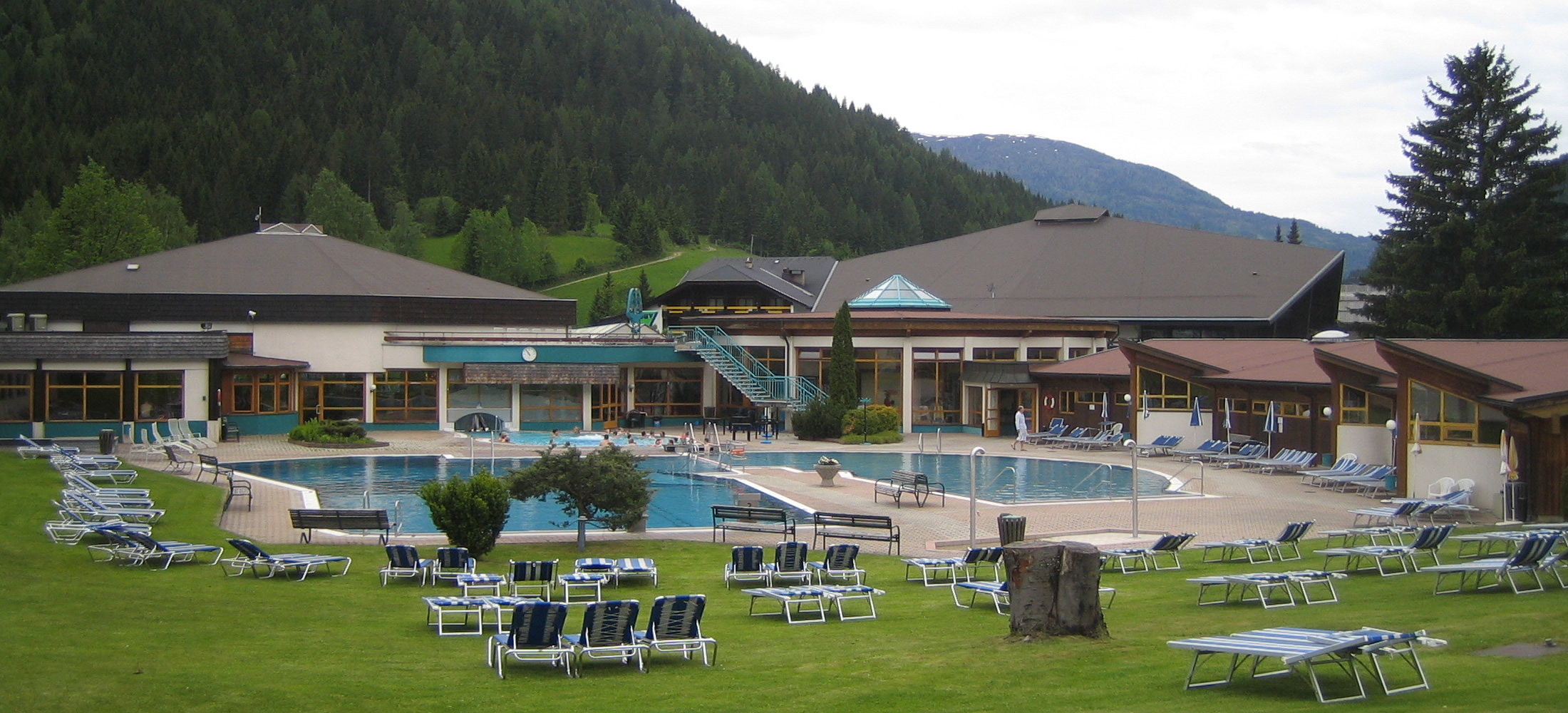
Außenanlage der Therme „Sankt Kathrein“

Die warme Quelle Kleinkirchheims wurde wohl schon zur Entstehungszeit des Ortes entdeckt und genutzt. Entlang des Abflusses stellte man Holztröge auf, um das Wasser aufzufangen. Zum Schutz der Quellfassung ließ das Kloster Millstatt 1492 darüber eine Kapelle erbauen und weihte sie der Heiligen Katharina (altgriechisch für „Die Reinigende“). Im 17. Jahrhundert wurde neben der Kapelle, die bis heute erhalten geblieben ist und sich oberhalb der gleichnamigen heutigen Therme Sankt Kathrein befindet, eine zweite Quelle gefasst und über hölzerne Rohrleitungen in ein „Badehäusl“ unterhalb der Kathreinkirche geleitet, wo das Wasser erhitzt und in Badewannen gefüllt wurde. Die älteste schriftliche Erwähnung eines solchen Badebetriebs stammt aus dem Jahr 1670. Rund hundert Jahre jünger ist eine Badeordnung von 1762, die den Gebrauch der Bäder für einen dreiwöchigen Kuraufenthalt beschreibt. In einer Anzeige der Klagenfurter Zeitung wird 1831 das Bad Kathrein bei Kleinkirchheim beworben und Übernachtungen in unterschiedlichen Preisklassen angeboten. Das Gasthaus „Zum Badwirth“, wie es 1884 hieß, war wohl noch um 1900 der einzige größere Beherbergungsbetrieb im Ort.
1909 übernahm Hans Ronacher das Badehaus und errichtete anstelle dessen einen Neubau mit angegliedertem Hotelbetrieb, der 50 Gäste beherbergen konnte. In diesen Jahren wurde eine Bahnstrecke (Gegendtalbahn), die auch durch das Kleinkirchheimer Tal führen sollte und einen Anschluss nach Millstatt bedeutet hätte, diskutiert. Erste Planungen wurden aber durch den Ersten Weltkrieg unterbrochen und aufgrund der sich daran anschließenden Wirtschaftskrise nicht mehr aufgenommen. Die Therme wurde 1922 feierlich neu eröffnet und in Kleinkirchheim wurde weiter in den Tourismus investiert. Ein Fremdenverkehrsverein wurde gegründet, der mit einem Ganzjahresprospekt den Kurort bewarb. Ab 1928 wurde auch eine Postbuslinie von Spittal an der Drau über Radenthein nach Bad Kleinkirchheim eingerichtet, die diese Strecke zunächst einmal am Tag bediente, ab 1939 wurde ein zweiter Bus eingesetzt. Am 22. Juli 1934 wurde das Thermal-Freibad in Betrieb genommen und 1936 konnte die 1100 Einwohner kleine Gemeinde bereits 400 Fremdenbetten anbieten. Durch die politischen Umstände und den Zweiten Weltkrieg kam der Tourismus dann aber fast vollständig zum Erliegen.

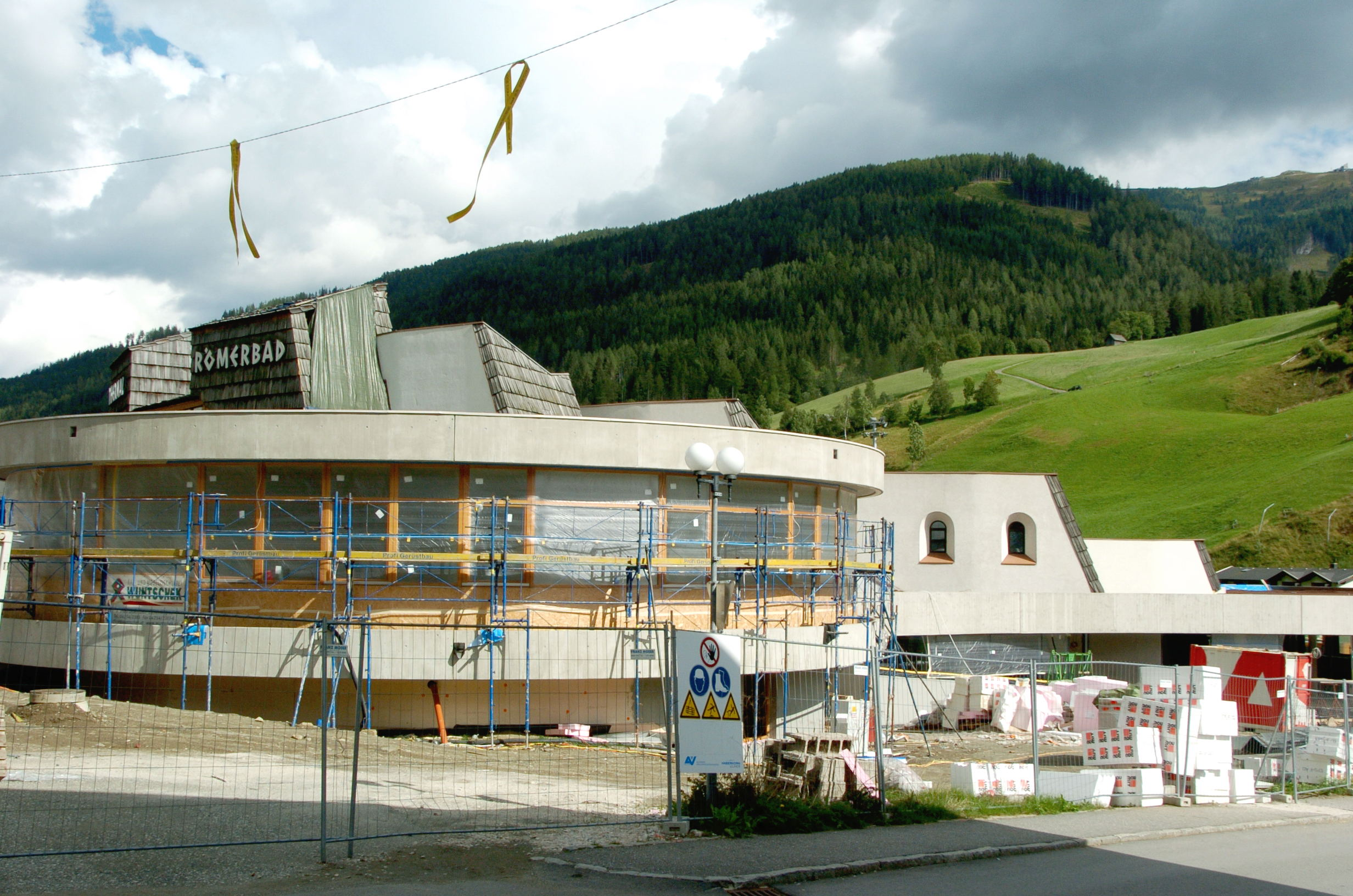
Erweiterungs- und Umbau des Römerbads im Jahr 2007

Nach dem Krieg war zunächst nicht an die Wiederaufnahme des Fremdenverkehrsbetriebs zu denken, zumal 1946 ein Unwetter große Schäden im Tal anrichtete. Durch Hochwasser und Vermurungen waren die Straßen stark beschädigt, und Kleinkirchheim konnte monatelang nur mit Pferdefuhrwerken erreicht werden. Die Straße nach Radenthein wurde komplett neu gebaut und konnte erst 1949 auch von Autos wieder befahren werden. Dem folgte eine Erneuerung des Abschnitts nach Patergassen. 1954 wurde im bis dahin nur in einzelnen Häusern durch kleinste Wasserkraftwerke mit elektrischem Strom versorgten Ort im Rahmen des Elektrifizierungsprogramms der KELAG eine Versorgungsanlage errichtet und Hausanschlüsse hergestellt. Im selben Jahr begannen die Arbeiten zu einer gemeindeweiten Wasserversorgung, deren vollständige Erschließung erst Anfang der 1980er Jahre abgeschlossen war.
1956/1957 begann man in Kleinkirchheim mit der Inbetriebnahme eines Skiliftes, der seinerzeit mit 620 Metern gleichzeitig der längste Kärntens war, auch Skitouristen für den Ort zu gewinnen. Mittlerweile hat sich in Bad Kleinkirchheim ein Netz von Pisten mit einer Gesamtlänge von über 100 Kilometern sowie 26 Liftanlagen entwickelt, fast alle verfügbaren Pisten können heute bei Schneemangel künstlich beschneit werden. In den 1960er Jahren wurde neben dem völligen Neubau der Anlagen auch ein Thermal-Hallenbad errichtet. 1977 schließlich wurde Kleinkirchheim durch die Landesregierung die offizielle Bezeichnung „Thermalbad“ zuerkannt, die Gemeinde heißt seither Bad Kleinkirchheim. Mit dem „Römerbad“ wurde 1979 ein zweites Thermalbad in Betrieb genommen. Im Jahr 2007 erfolgte ein kompletter Erweiterungs- und Umbau des Römerbads, um noch mehr Badegäste aufnehmen zu können.

## Einwohnerentwicklung
Das Gemeindegebiet ist mit einer Bevölkerungsdichte von 24 Einwohnern je km² vergleichsweise dünn besiedelt (zum Vergleich: Kärnten hat 59, Österreich 98 Einwohner je km²). Während in den vielen kleinen Dörfern der Nockregion in den letzten hundert Jahren eine Tendenz zur Abwanderung in umliegende Marktgemeinden und Städte vorherrschte, verzeichnete Bad Kleinkirchheim im 20. Jahrhundert ein stetiges Bevölkerungswachstum, so dass sich die Anzahl der Einwohner in diesem Zeitraum fast verdoppelte. Eine Ausnahme war die Zeit zwischen 1910 und 1923: Im Ersten Weltkrieg fielen 59 aus Kleinkirchheim stammende Soldaten, und darüber hinaus bewog nach dem Krieg der Magnesitabbau an der Millstätter Alpe und das Magnesitwerk im benachbarten Radenthein einige Arbeiter mit ihren Familien zur Abwanderung, weil es seinerzeit noch keinen Busverkehr gab, der das Auspendeln ermöglicht hätte. Als später ein regelmäßiger Linienverkehr einsetzte, blieben die Arbeiter in ihrem Wohnort und die Bevölkerung nahm wieder beständig zu.
Die starke Zunahme des Tourismus ab Mitte der 1950er Jahre schlägt sich auch in einem besonders hohen Bevölkerungswachstum Bad Kleinkirchheims zwischen den Volkszählungen 1951 und 1971 nieder: War die Gemeinde bis zur Mitte des 20. Jahrhunderts noch vorwiegend bäuerlich geprägt, fand in den darauf folgenden Jahrzehnten durch den stetig zunehmenden Tourismus ein radikaler Strukturwandel statt. Arbeiteten im Jahr 1951 noch 519 Menschen in Land- und Forstwirtschaft, so waren es 1991 nur noch 44. In dem nach dem Zweiten Weltkrieg nur aus wenigen Gasthöfen bestehenden Hotel- und Gastgewerbe stieg die Anzahl der einheimischen Beschäftigten im selben Zeitraum auf 300 an. Heute entspricht die Zahl der Arbeitnehmer, die in Bad Kleinkirchheim insgesamt in der Tourismusbranche tätig sind, annähernd der Zahl der Einwohner.

## Nationalitäten
93,4 % der Einwohner Bad Kleinkirchheims haben die österreichische Staatsbürgerschaft. Der größte Anteil der ausländischen Bevölkerung stammt aus Südosteuropa (Jugoslawien 1,7 %, Kroatien 1,0 %, Bosnien-Herzegowina 0,5 %) sowie aus Deutschland (1,4 %). 95,2 % der Bevölkerung nennen deutsch, 1,8 % serbisch und 1,0 % kroatisch als Umgangssprache.

## Religionen
Zum Zeitpunkt der Volkszählung 2001 bekannten sich 62,3 % der Bevölkerung zur römisch-katholischen, 30,8 % zur evangelischen und 2,0 % zur orthodoxen Kirche, 0,8 % waren islamischen Glaubens und 3,5 % ohne religiöses Bekenntnis. Damit lebten in Bad Kleinkirchheim ein vergleichsweise hoher Anteil von Menschen evangelischen Glaubens; zum Vergleich: in Kärnten gehörten im Jahr 2001 10,3 % und österreichweit 4,7 % der Einwohner der evangelischen Kirche an.

## Wappen
Die Gemeinde führte ab 1960 in ihrem Siegel ein Bild der Katharinenkapelle, das jedoch den heraldischen Regeln nicht entsprach. Das heutige Wappen wurde vom Kärntner Landesarchiv erstellt, und Wappen und Fahne Kleinkirchheim am 20. Jänner 1971 durch die Kärntner Landesregierung verliehen. Die heraldische Beschreibung des Wappens lautet wie folgt:
„Im gespaltenen Schild vorn in Grün eine goldene spätgotische Kirche mit Dachreiter (Kirche St. Katharina im Bade) von der Chorseite, hinten in Blau eine silberne Brunnenschale, aus der eine silberne Fontäne mit zwei rückläufigen Strahlen aufsteigt, die vorn von einer goldenen Strahlensonne und hinten von einem silbernen Schneekristall beseitet ist. Im schwarzen Schildfuß führt ein gewundener silberner Heilwasserstrang von der Kirche zur Brunnenschale.“
Die Katharinenkapelle und die Brunnenschale mit der aufsteigenden Fontäne symbolisieren die Thermennutzung und den Badebetrieb in Kleinkirchheim, Sonne und Schneeflocke stehen für den ganzjährigen Fremdenverkehr.
Die Fahne ist Schwarz-Gelb-Grün mit eingearbeitetem Wappen.

## Politik
Der Gemeinderat hat 15 Mitglieder.
- Mit den Gemeinderats- und Bürgermeisterwahlen in Kärnten 2003 hatte der Gemeinderat folgende Verteilung: 7 FPÖ, 4 SPÖ, 3 ÖVP, und 1 NRS (Namensliste).[7]
- Mit den Gemeinderats- und Bürgermeisterwahlen in Kärnten 2009 hatte der Gemeinderat folgende Verteilung: 7 FPK, 4 SPÖ, und 4 ÖVP.[8]
- Mit den Gemeinderats- und Bürgermeisterwahlen in Kärnten 2015 hatte der Gemeinderat folgende Verteilung: 6 Kleinkirchheimer Liste – Matthias Krenn, 4 ÖVP, 3 Bürgerliste für Bad Kleinkirchheim, und 2 SPÖ.[9]
- Seit den Gemeinderats- und Bürgermeisterwahlen in Kärnten 2021 hat der Gemeinderat folgende Verteilung: 8 Kleinkirchheimer Liste – Matthias Krenn, 4 ÖVP, und 3 SPÖ.[10]

Bürgermeister
- seit 1997 Matthias Krenn (Kleinkirchheimer Liste/FPÖ)[11]

## Kultur und Sehenswürdigkeiten

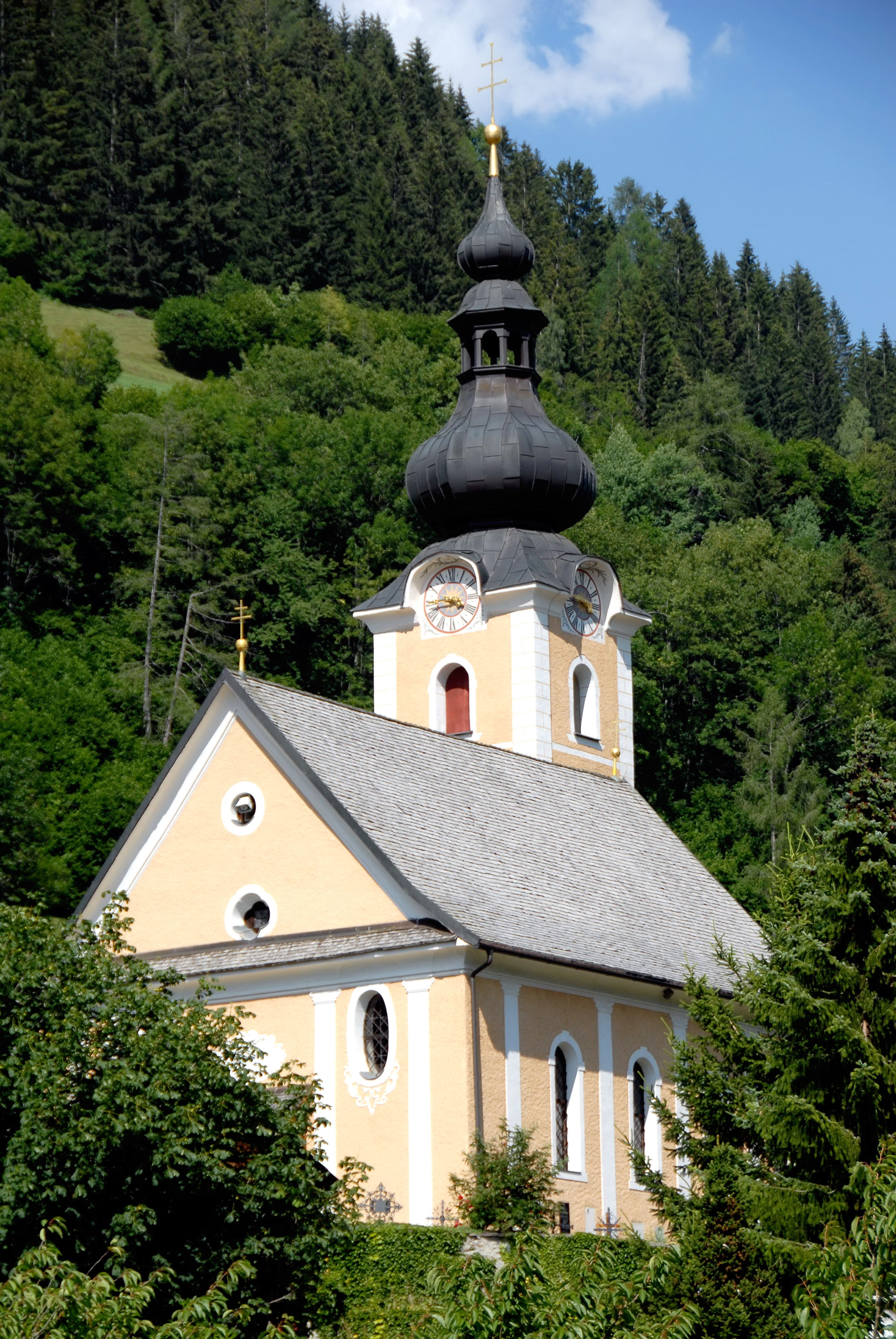
Katholische Pfarrkirche Bad Kleinkirchheim

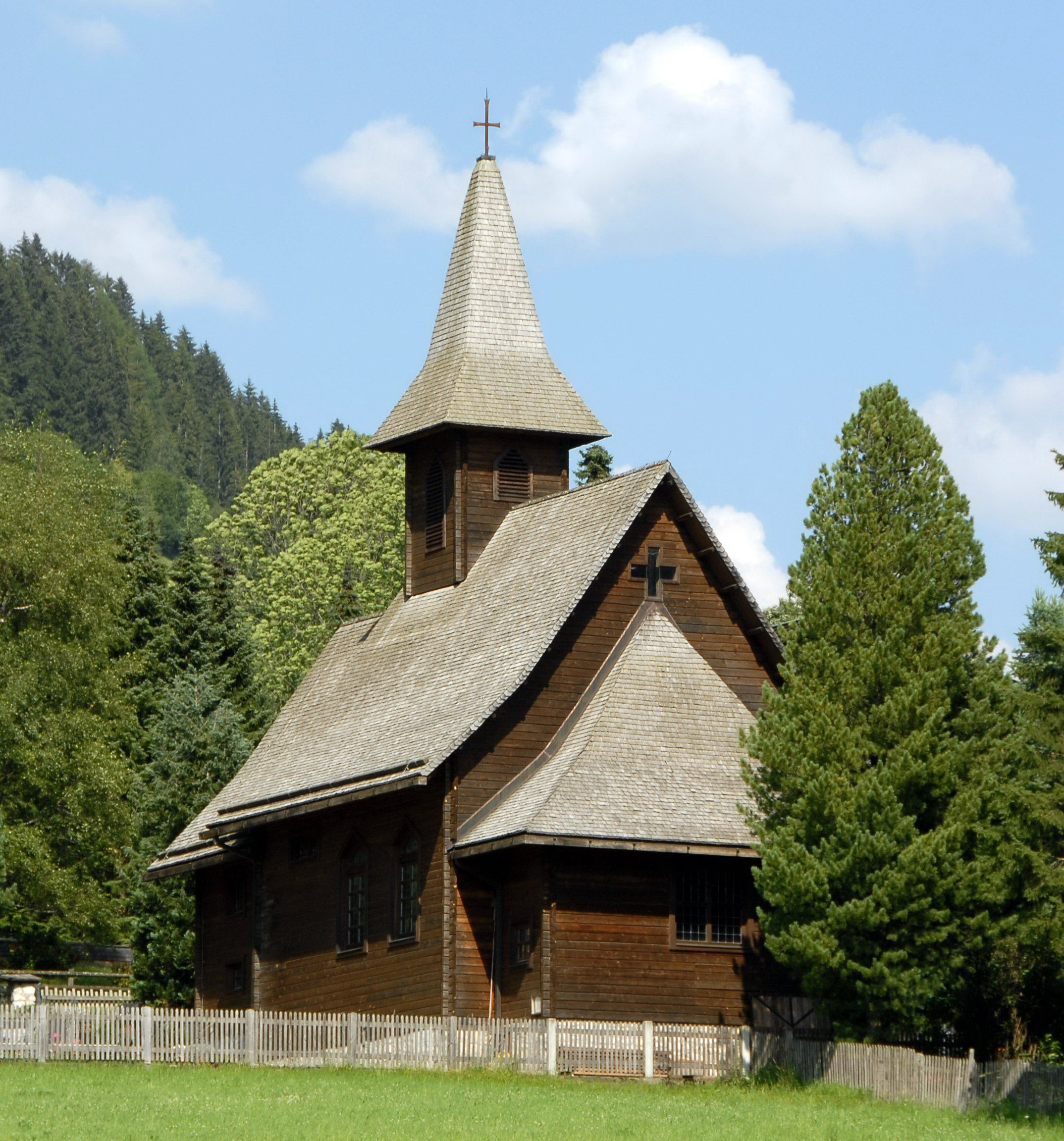
Evangelische Kirche Bad Kleinkirchheim

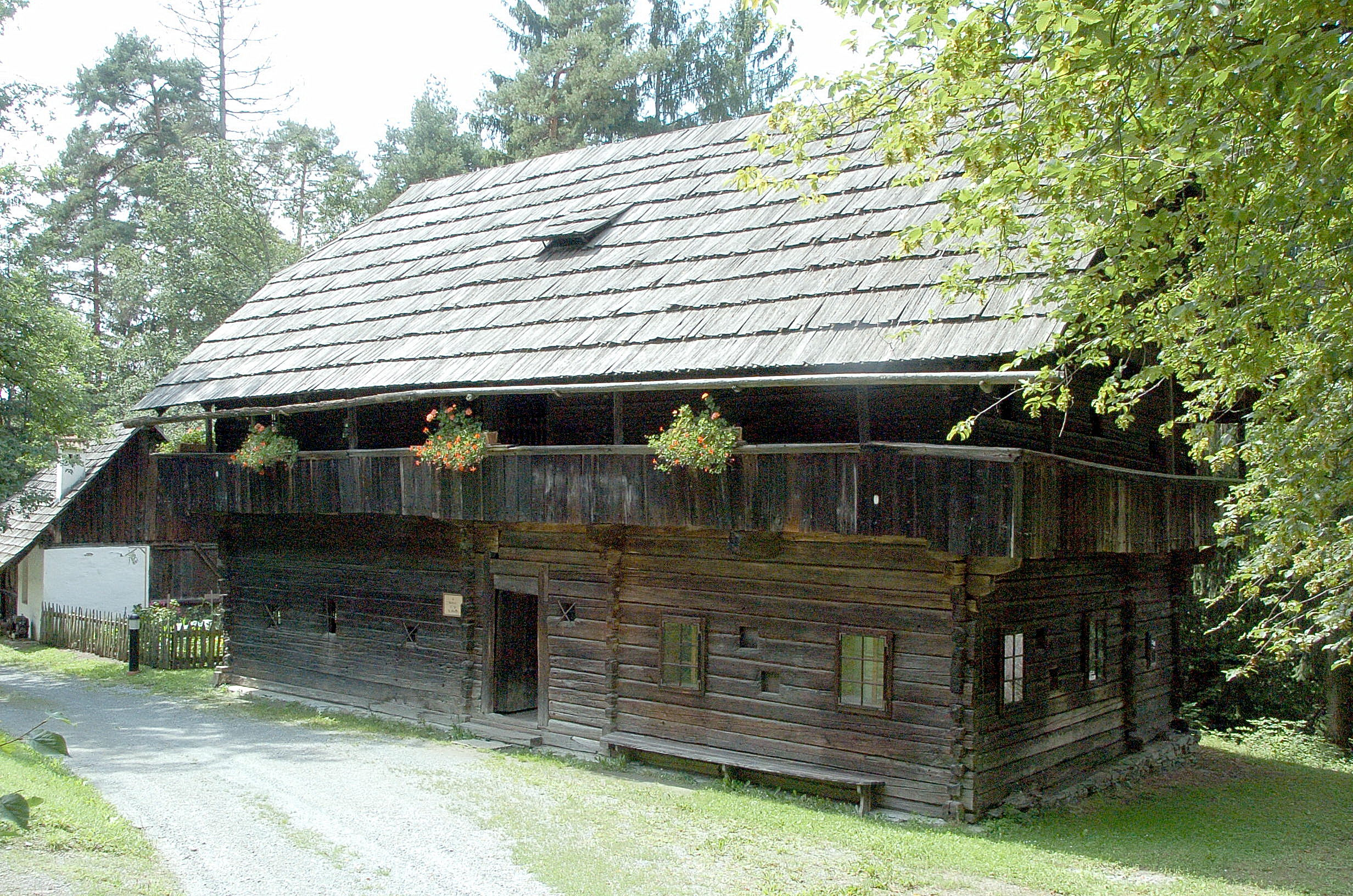
Bodner-Haus, 17. Jahrhundert, Freilichtmuseum Maria Saal

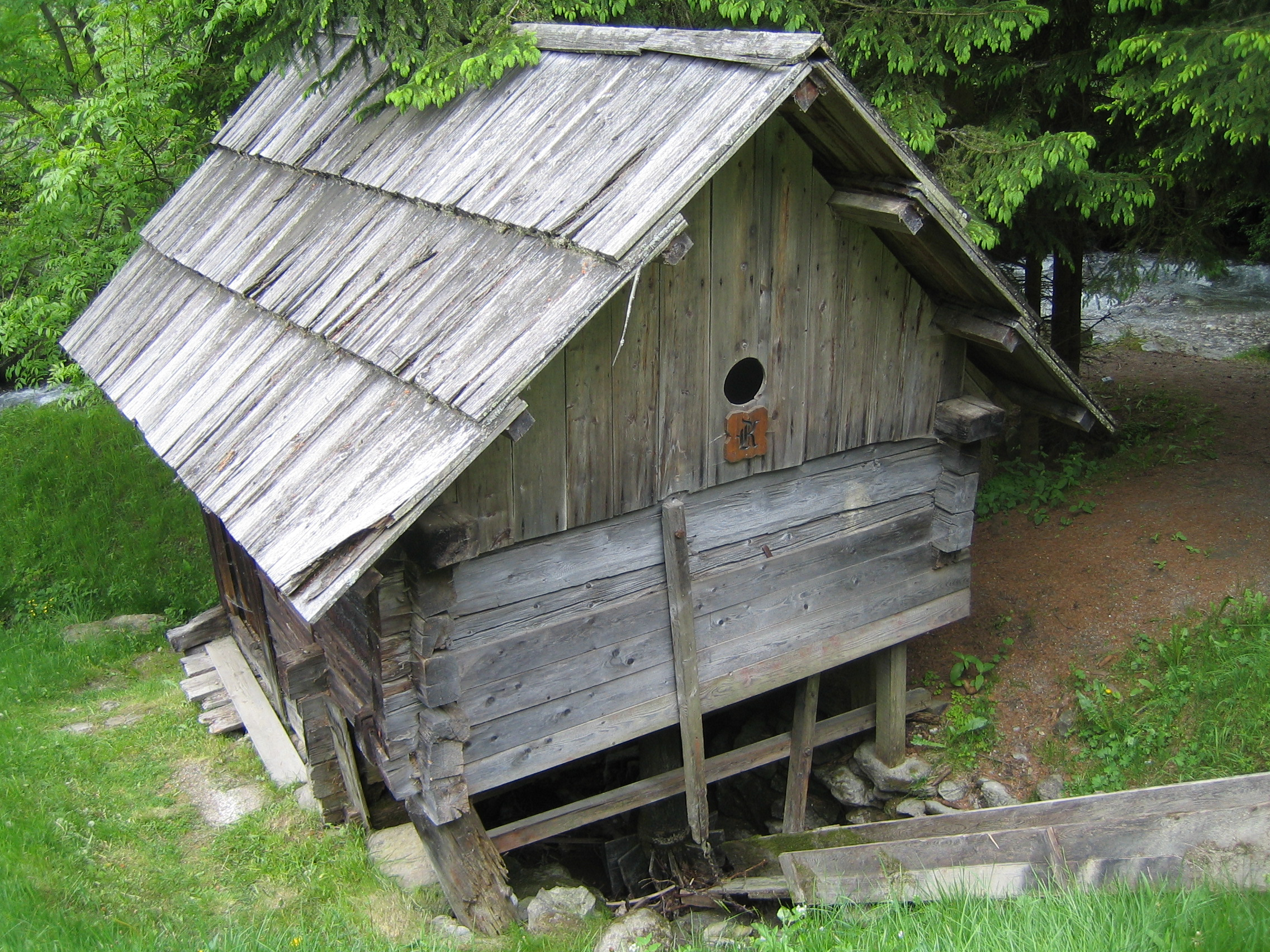
Stockmühle am Oswaldibach

- Katholische Pfarrkirche Bad Kleinkirchheim hl. Ulrich: Vermutlich um die Jahrtausendwende erbaut, wurde sie 1166 erstmals urkundlich erwähnt. Das ursprünglich romanische Gebäude, das später im gotischen Stil erneuert wurde, brannte im Jahr 1710 nach einem Blitzschlag ab; an ihrer Stelle wurde von den Jesuiten im barocken Stil der heutige Langbau errichtet. Die Filialkirche St. Katharina im Bade, meist kurz als St. Kathrein bezeichnet, ist eine spätgotische Wallfahrtskirche, erbaut um 1492 über der Heilquelle, deren Quellfassung sich in der Unterkirche befindet. Das dritte katholische Kirchengebäude ist die Pfarrkirche St. Oswald, in der heutigen Gestalt um 1510 im spätgotischen Stil erbaut. In ihr sind noch fünf Fresken aus dem Jahr 1514 erhalten. Die evangelische Gemeinde des Orts gehört der Pfarre Wiedweg (Gemeinde Reichenau) an. Im Jahr 1938 bauten die Kleinkirchheimer eine eigene Evangelische Kirche, ein schlichtes Holzgebäude nach einer Skizze von Switbert Lobisser.
- Jakobskapelle: Die als Aufbahrungshalle dienende Jakobkapelle neben der Pfarrkirche wurde 2003 von den Künstlern Armin Guerino und Tomas Hoke geschaffen. Die 2004 mit einem Anerkennungspreis des Landesbaupreises[12] und unter Denkmalschutz stehende Kapelle weist eine auch in den Materialien sichtbare Dreiteilung auf: Der schiffsartige, aus Eichenholz gefertigte Versammlungsraum wird durch ein Edelstahl-Tor betreten. Über dem Abhang schwebend schließt ein Glaskubus an, der das himmlische Jerusalem symbolisiert.[13]
- Evangelische Kirche Bad Kleinkirchheim
- Bauernhöfe: In der Gemeinde gibt es noch zahlreiche alte Bauernhöfe, sehenswert ist beispielsweise der Egarter Hof in St. Oswald mit einem traditionellen Getreidekasten. Diese Vorratslager, in der Kärntner Mundart Troadkåstn genannt, standen immer etwas abseits von Haus und Hof, um im Falle eines Brandes nicht auch noch die Lebensmittelvorräte zu verlieren. Die noch erhaltenen Speicher stammen meist aus dem 17. oder 18. Jahrhundert. Der letzte Ringbauernhof St. Oswalds, das um das Jahr 1620 erbaute Bodnerhaus, wurde abgetragen und im Freilichtmuseum Maria Saal wieder aufgebaut.
- Mühlen: Früher gehörte zu jedem Bauernhof auch eine kleine Wassermühle (zumeist Stockmühlen) am benachbarten Bach. Einige dieser mittlerweile meist verfallenen oder abgerissenen Mühlen wurden wieder aufgebaut und sind z. B. entlang des St. Oswalder Bachs (Trattnig Mühle, Gatterer Mühle) zu besichtigen.

## Sport
- Skisport: Der mit 2.000 Mitgliedern mit Abstand größte Verein ist der 1947 gegründete Schiclub Kleinkirchheim.[14] Er bildet Rennskifahrer aus und veranstaltet seit den 1960er Jahren nationale und internationale Wettbewerbe. Seit 1978 werden auch Rennen des FIS Ski-Weltcups in Bad Kleinkirchheim ausgetragen. Die erste Siegerin in den Abfahrtsläufen am 11. und 12. März 1978 war Annemarie Moser-Pröll. Zuletzt gastierte der Weltcup im Dezember 2007 mit zwei Männer- und im Jänner 2018 mit zwei Frauenbewerben in Bad Kleinkirchheim.[15] Ab 2020 werden in Bad Kleinkirchheim, alle 3 Jahre Damen-Technik-Bewerbe stattfinden. Zum Auftakt werden im Winter 2020 Slalom und Riesentorlauf stattfinden.[16] Eine 3.200 Meter lange, ehemalige Weltcup-Piste (Höhendifferenz von 842 Meter) mit einem Gefälle von bis zu 80 % trug lange Zeit den Namen „FIS K 70“. Die Bezeichnung deutet auf das ursprüngliche Erstellungsjahr 1970 hin. Bis kurz nach der Jahrtausendwende hatte diese Abfahrt den Beinamen Franz Klammer, dieser war schon zu seiner aktiven Zeit Mitglied des örtlichen Skiclubs. 1971 gewann die österreichische Skilegende seinen ersten Europacup-Abfahrtslauf auf dieser Kirchheimer Abfahrt, für ihn der Beginn einer erfolgreichen Sportlerkarriere. Heute gibt es eine neue „Weltcupabfahrt Franz Klammer“ in Bad Kleinkirchheim, die die alte Männerrennstrecke „FIS K 70“ und die alte Frauenrennstrecke „Strohsack“ ersetzt.
- FC Raiffeisen Bad Kleinkirchheim, der in der Saison 2005/06 in der 1. Klasse B des Kärntner Fußballverbands spielte.
- Eisschützenrunde
- Schachgemeinschaft
- GolfClub Bad Kleinkirchheim Reichenau: Der 60 ha große Golfplatz liegt zum Teil auf dem Gemeindegebiet.
- Tennis: Für Tennisspieler stellen mehrere Hotels Plätze für ihre Gäste zur Verfügung, darüber hinaus gibt es eine Anlage mit Tennishalle im Ort, die von der Bergbahngesellschaft betrieben wird.
- Bergab-Radfahren: Seit Baubeginn im Frühjahr 2019 mit Förderung von Bund, Land und EU errichteten die Bergbahnen mit Stand August 2019 3 von 4 Sektionen und damit 11,4 km von „Europas längstem“ Flow Country Trail. Die 4 Sektionen werden 968 Höhenmetern zwischen Berg- und Talstation der Kaiserburgbahn überwinden und mitsamt einem „Parcours“-Rundkurs sind insgesamt 15,9 km Strecke geplant.[17]

## Regelmäßige Veranstaltungen
Wenn die Musi spielt ist eine Veranstaltungsreihe von Volksmusik-Open-Airs. Die Veranstaltung, die seit 1995 alljährlich in Bad Kleinkirchheim stattfindet, zählt zu den größten ihrer Art im deutschsprachigen Raum und erzielt mit den Übertragungen sowohl im österreichischen als auch im deutschen Fernsehen regelmäßig hohe Einschaltquoten. Seit 2003 wird auch im Winter ein Open Air an der Talstation der Kaiserburgbahn veranstaltet.
Von 1910 bis 1973 war die Internationale Österreichische Alpenfahrt ein Lauf zur Rallye-Weltmeisterschaft. An diese Tradition anknüpfend findet seit 2002 jährlich die Alpenfahrt Classic-Rallye mit Start- und Zielort Bad Kleinkirchheim statt. Hierzu zugelassen sind Fahrzeuge, deren Baujahr zwischen 1910 und 1973 liegt.

## Verkehr
Als einzige Verbindungsstraße führt die Kleinkirchheimer Straße (B 88) von Radenthein über Bad Kleinkirchheim nach Patergassen. Direkte Verkehrswege zu den Nachbargemeinden im Norden und Süden gibt es nicht. Nach Norden führt eine etwa 10 km lange Straße durch das Seitental und die Ortschaften Staudach und St. Oswald, die kurz hinter der Brunnachbahn endet.
Auf der B 88 verkehrt mehrmals täglich die Postbuslinie 5140 der ÖBB von Spittal kommend über Radenthein nach Patergassen. Die nächstgelegene Bahnstation der Bahnhof Spittal-Millstättersee in etwa 30 km Entfernung, der Flughafen Klagenfurt ist etwa 50 km von Bad Kleinkirchheim entfernt.

## Land- und Forstwirtschaft

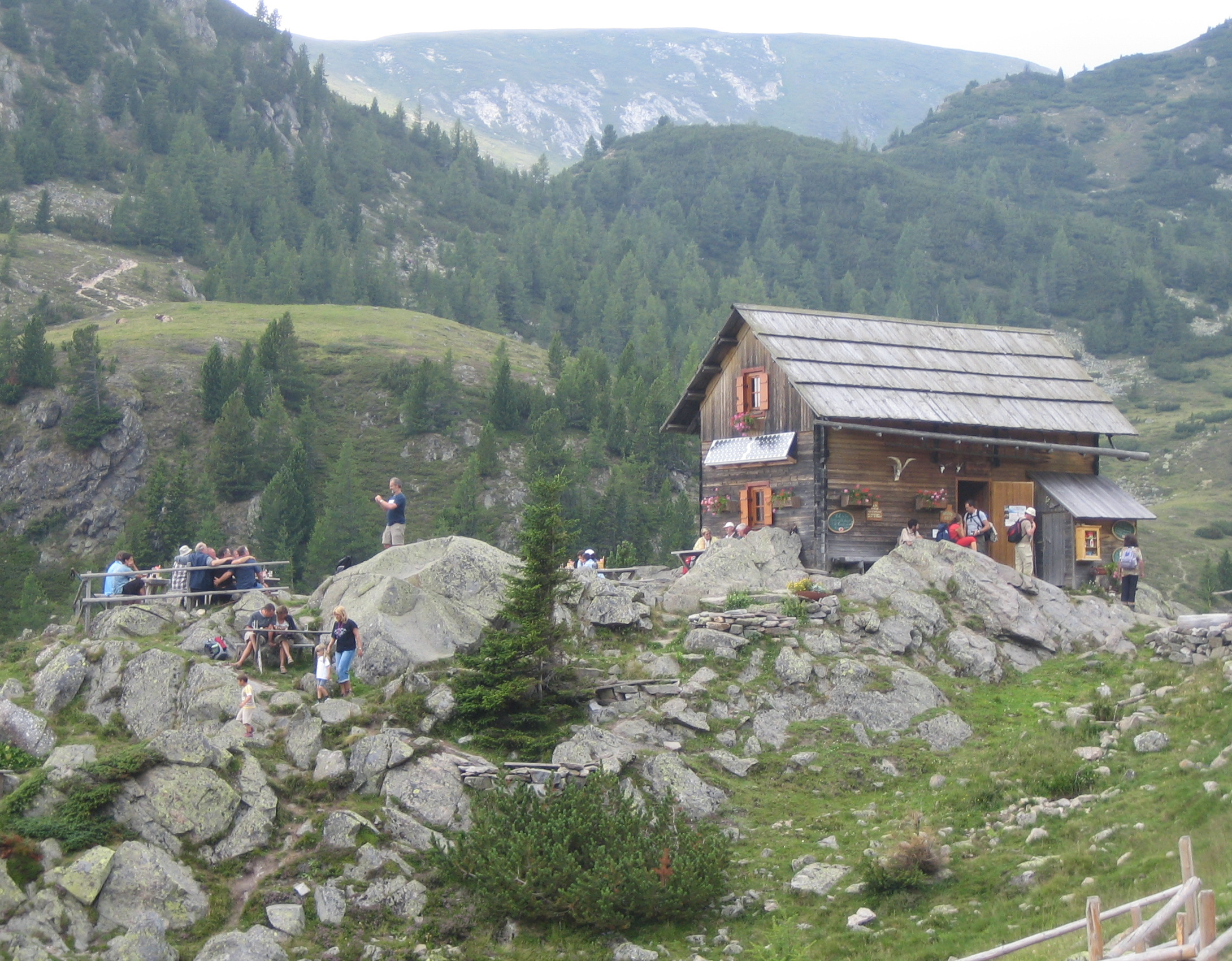
Almhütten wie diese nahe der Brunnachbahn-Bergstation werden heute touristisch genutzt

Aufgrund des Klimas und des kalk- und phosphorarmen Bodens wird nur ein geringer Anteil des Gemeindegebiets landwirtschaftlich genutzt, wobei der Anteil der Kulturflächen, insbesondere von Äckern und Wiesen, aufgrund des Rückgangs der Landwirtschaft zugunsten von Bauland seit Jahrzehnten stark rückläufig ist. Die Bauern praktizieren vornehmlich eine sogenannte Egartwirtschaft und nutzen ihre Felder für jeweils drei Jahre abwechselnd als Grünland und als Acker. In der Regel werden Hafer, dann Gerste oder Kartoffeln und im dritten Jahr Winterroggen angebaut. Da die Ernteerträge gering sind, haben die meisten Bauern auf Viehzucht umgestellt. Vor allem wird das Pinzgauer Rind gezüchtet, auch Schweine und Geflügel werden gehalten. Die Almwirtschaft folgt dem Trend der Landbewirtschaftung und ist stetig rückläufig.
Hingegen wird der Waldbestand, der sich zur Gänze in privater Hand befindet, ausgebaut. In Bad Kleinkirchheim wächst ein Mischwald aus Fichten und Lärchen, wobei mit zunehmender Vegetationshöhe Letztere überwiegen. Die Waldgrenze liegt an der Kaiserburg in etwa 1900 m Seehöhe. Die Bauern schlägern überwiegend selbst, zum Eigenbedarf oder Verkauf, in Form des Plenterschlags, also durch Entnahme einzelner reifer oder überreifer Bäume, wie er bei sogenannten Plenterwäldern üblich ist.

## Ansässige Unternehmen
Aufgrund der Tradition als Heilbad und Luftkurort und insbesondere nach dem Ausbau der Infrastruktur für den alpinen Wintersport ab den 1960er Jahren ist die Gemeinde heute in hohem Maße auf den Tourismus ausgerichtet. Laut Arbeitsstättenzählung vom 15. Mai 2001 waren in Bad Kleinkirchheim 143 der 263 ansässigen Unternehmen und 694 von 1.156 einheimischen Beschäftigten (60 %) im Beherbergungs- und Gaststättenwesen tätig, weitere 38 Firmen bzw. 106 Beschäftigte im Handelsgewerbe. Dem gegenüber stehen beispielsweise lediglich acht Betriebe der Sachgütererzeugung mit insgesamt 56 Beschäftigten.
Neben den Thermen St. Kathrein und Römerbad dominieren zahlreiche Hotels und Pensionen sowie insgesamt 26 Liftanlagen das Ortsbild von Bad Kleinkirchheim. Es gibt zwei Skigebiete: Das direkt zu Kleinkirchheim gehörige Gebiet Kaiserburg/Maibrunn mit zwei Talstationen im Ort sowie St. Oswald/Nockalm. Größter Arbeitgeber ist die Bergbahngesellschaft, die neben den Kabinenbahnen und Liften auch die beiden Thermen sowie einige Freizeitanlagen betreibt.
Seit 1977 wurden folgende Kabinenbahnen gebaut:
- Kaiserburgbahn I und II (Kleinkirchheim, gebaut 1986/87, 1070 m – 1363 m – 2043 m Seehöhe)
- Biosphärenparkbahn Brunnach (St. Oswald, gebaut 2001, 1333 m – 1912 m Seehöhe)
- Nockalmbahn (Staudach, gebaut 1977, 1278 m – 1870 m Seehöhe)

Die beiden erstgenannten Bergbahnen sind ganzjährig in Betrieb, während die Nockalmbahn seit einigen Jahren nur noch während der Wintersaison in Betrieb ist.
Bad Kleinkirchheim hat jährlich etwa 900.000 Nächtigungen und rangierte diesbezüglich im Jahr 2000 im österreichweiten Vergleich im Winter auf Platz 19 und im Sommer auf Platz 18. In Kärnten ist sie damit einer der populärsten Urlaubsorte und darüber hinaus auch eine der Gemeinden mit den höchsten Steuereinnahmen pro Einwohner.

## Bildung

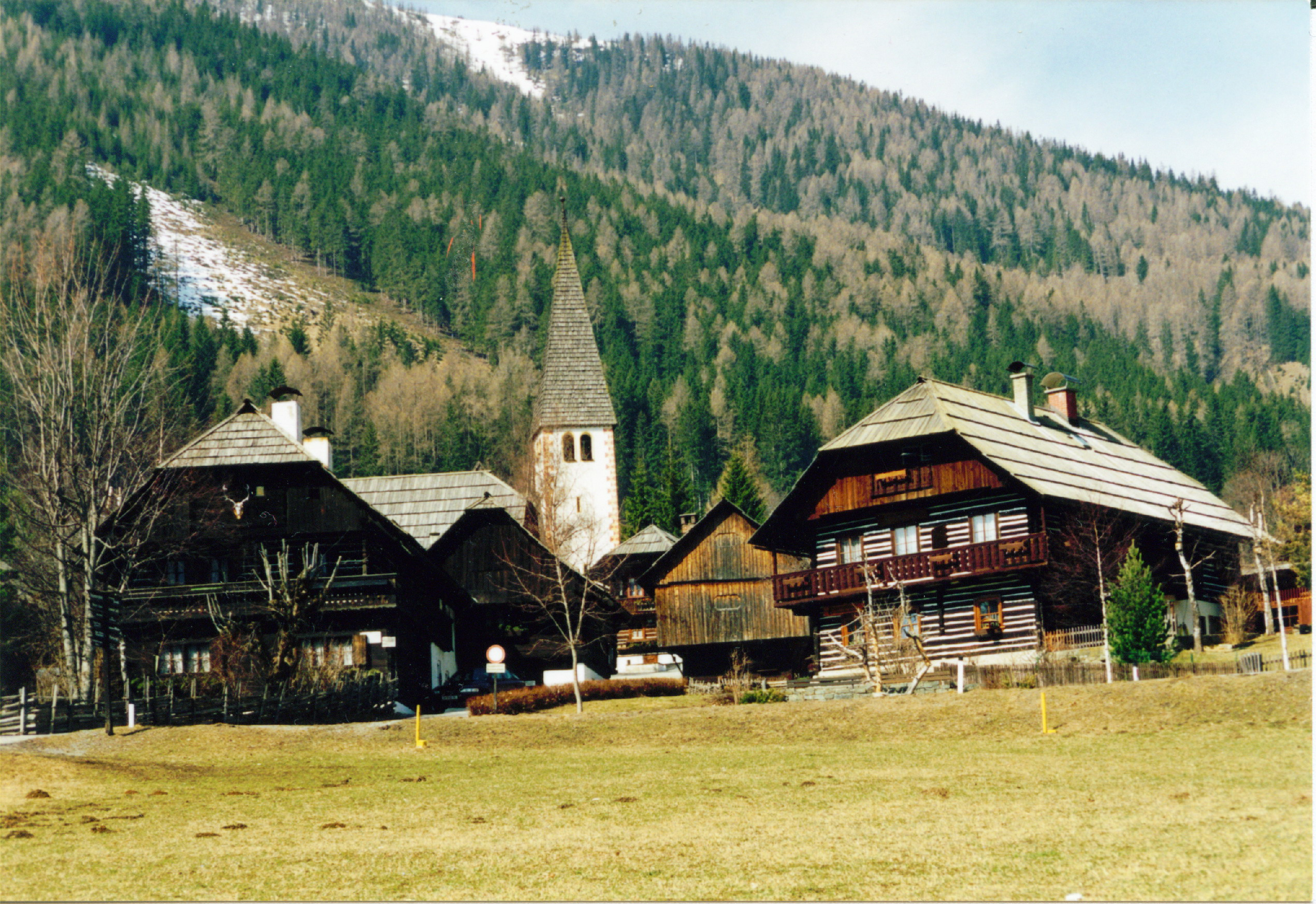
Die St. Oswalder Kirchgasse – mit drei alten Schulhäusern auf einen Blick.

In Kleinkirchheim gibt es eine Volksschule mit heute insgesamt sechs Schulklassen. Ihre Anfänge reichen bis ins 18. Jahrhundert zurück, das heutige Schulgebäude wurde von 1966 bis 1968 errichtet. Davor wurden die Schüler im über 500 Jahre alten früheren Amtsgebäude unterrichtet, in dem sich heute ein Hotel (Kirchenwirt) befindet, und war damit lange Zeit eines der ältesten Schulgebäude Österreichs. In St. Oswald gab es ab 1888 eine einklassige Schule, die 1972 aufgelassen wurde.
Weiterführende Schulen gibt es in Bad Kleinkirchheim nicht, eine Hauptschule befindet sich in der Nachbargemeinde Radenthein, Gymnasien sowie berufsbildende Schulen und Hochschulen in Spittal an der Drau.

## Persönlichkeiten

### Söhne und Töchter der Gemeinde
- Josef Joham (1889–1959), Bankfachmann
- Erich Unterweger (1928–2007), Bildhauer und bildender Künstler
- Manfred Brunner (* 1956), Skirennläufer
- Wolfram Ortner (* 1960), Skirennläufer
- Florian Prägant (* 1983), Berufsgolfer

### Mit der Gemeinde verbundene Persönlichkeiten
- Erwin Aichinger (1894–1985), österreichischer Forstwissenschaftler, der in Bad Kleinkirchheim lebte und starb
- Matthias Krenn (* 1960), Politiker (FPÖ) und Unternehmer
- Karin Schabus (* 1968), Politikerin (ÖVP) und Landwirtin